# Architecture à Belgrade

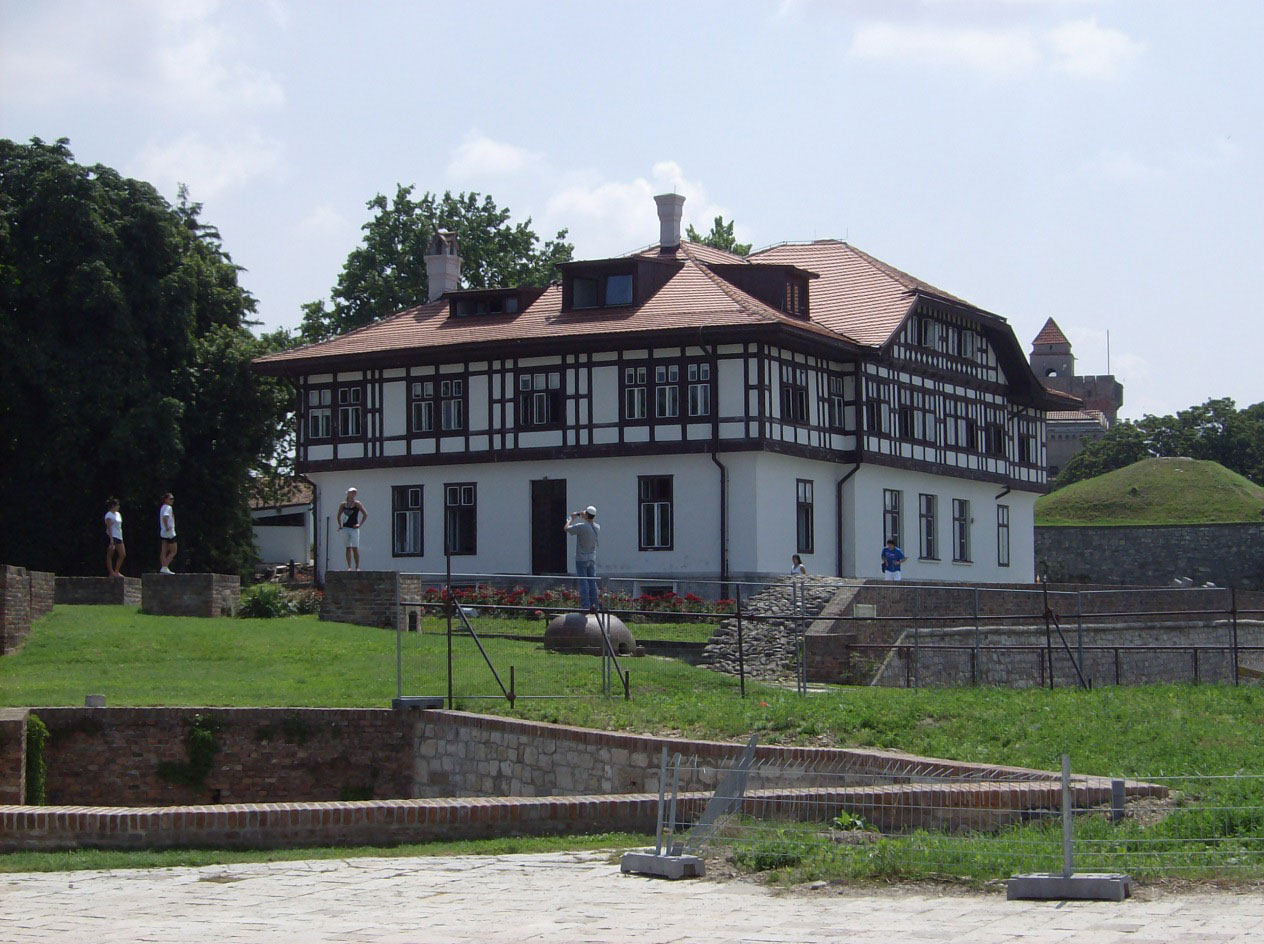
L'Institut pour la protection du patrimoine de la ville de Belgrade

L'architecture de Belgrade présente des constructions très variées, du quartier de Zemun, qui, longtemps sous domination autrichienne, offre l'aspect typique d'une ville d'Europe centrale, jusqu'à l'architecture la plus moderniste, telle qu'on peut la trouver à Novi Beograd. Si la forteresse de Belgrade abrite les édifices les plus anciens de la capitale, en raison des nombreuses destructions que la ville a connues, les bâtiments les plus anciens du centre remontent pour la plupart au XIXe siècle et au XXe siècle.

## Ensembles classés
La municipalité de Stari grad abrite un grand nombre de lieux et de monuments classés sur la liste des biens culturels de grande importance de la république de Serbie. Parmi les ensembles urbains classés figure la rue Knez Mihailova, « la rue du prince Michel », l'une des plus célèbres de la capitale serbe, qui abrite des bâtiments de la seconde moitié du XIXe siècle ou encore le quartier situé autour du musée de Vuk et Dositej, avec ses constructions des XVIIIe et XIXe siècles ; ces deux ensembles sont classés par les entités spatiales historico-culturelles d'importance exceptionnelle. Le quartier de Kosančićev venac, quant à lui, est classé parmi les entités spatiales historico-culturelles de grande importance.

## Municipalité de Stari grad

### Biens nationaux

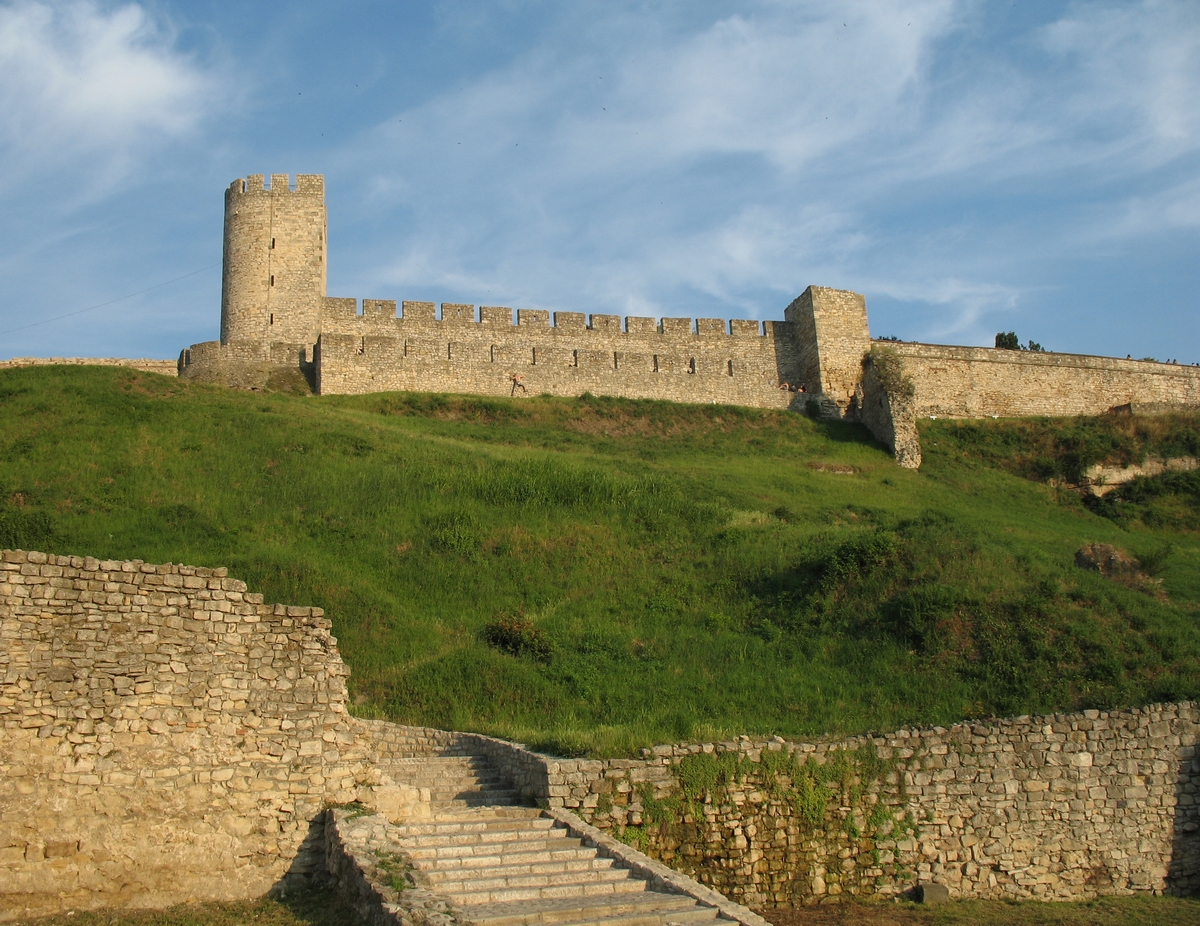
Le mur nord de la forteresse de Belgrade

La municipalité de Stari Grad abrite un grand nombre de lieux et de monuments classés sur la liste des biens culturels de grande importance de la république de Serbie. Parmi les ensembles urbains classés figure la rue Knez Mihailova, « la rue du prince Michel », l'une des plus célèbres de la capitale serbe, qui abrite des bâtiments de la seconde moitié du XIXe siècle, ou le quartier situé autour du musée de Vuk et Dositej, avec ses constructions des XVIIIe et XIXe siècles ; ces deux ensembles figurent sur la liste des entités spatiales historico-culturelles d'importance exceptionnelle,. Le quartier de Kosančićev venac, quant à lui, est classé parmi les entités spatiales historico-culturelles de grande importance,. Le quartier de Skadarlija est lui aussi protégé
Monuments culturels d'importance exceptionnelle
- la forteresse de Belgrade (Kalemegdan 14), du Ier siècle au XVIIIe siècle[10],[11]
- le lycée de Dositej (21 rue Gospodar Jevremova, fin du XVIIIe siècle[12],[13]
- le konak de la princesse Ljubica (8 rue Kneza Sime Markovića), 1829-1831[14],[15]
- la cathédrale Saint-Michel (3 rue Kneza Sime Markovića), 1837-1840[16],[17]
- la résidence du capitaine Miša ([1 Studentski trg), 1863[18],[19]

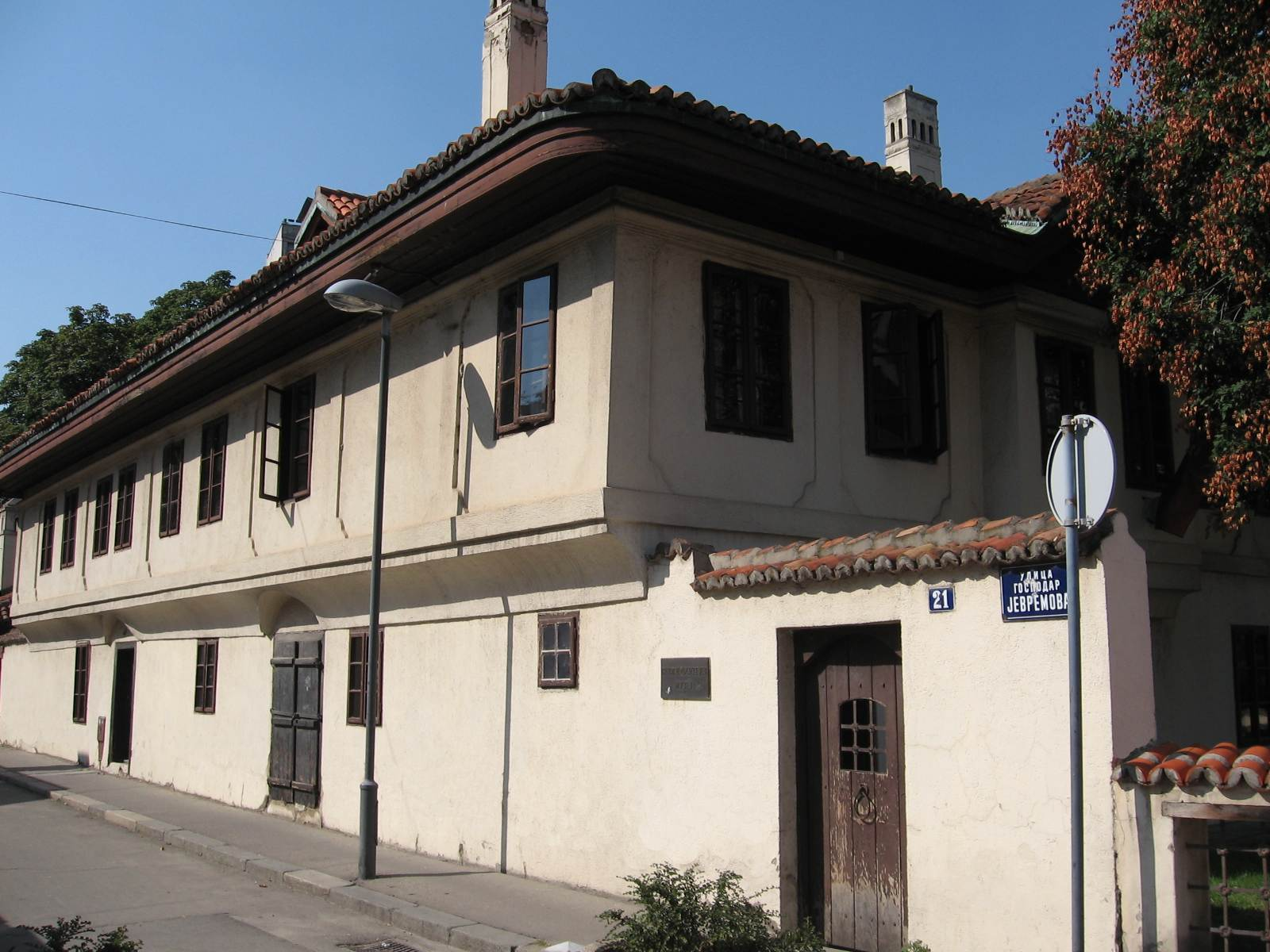
Le lycée de Dositej
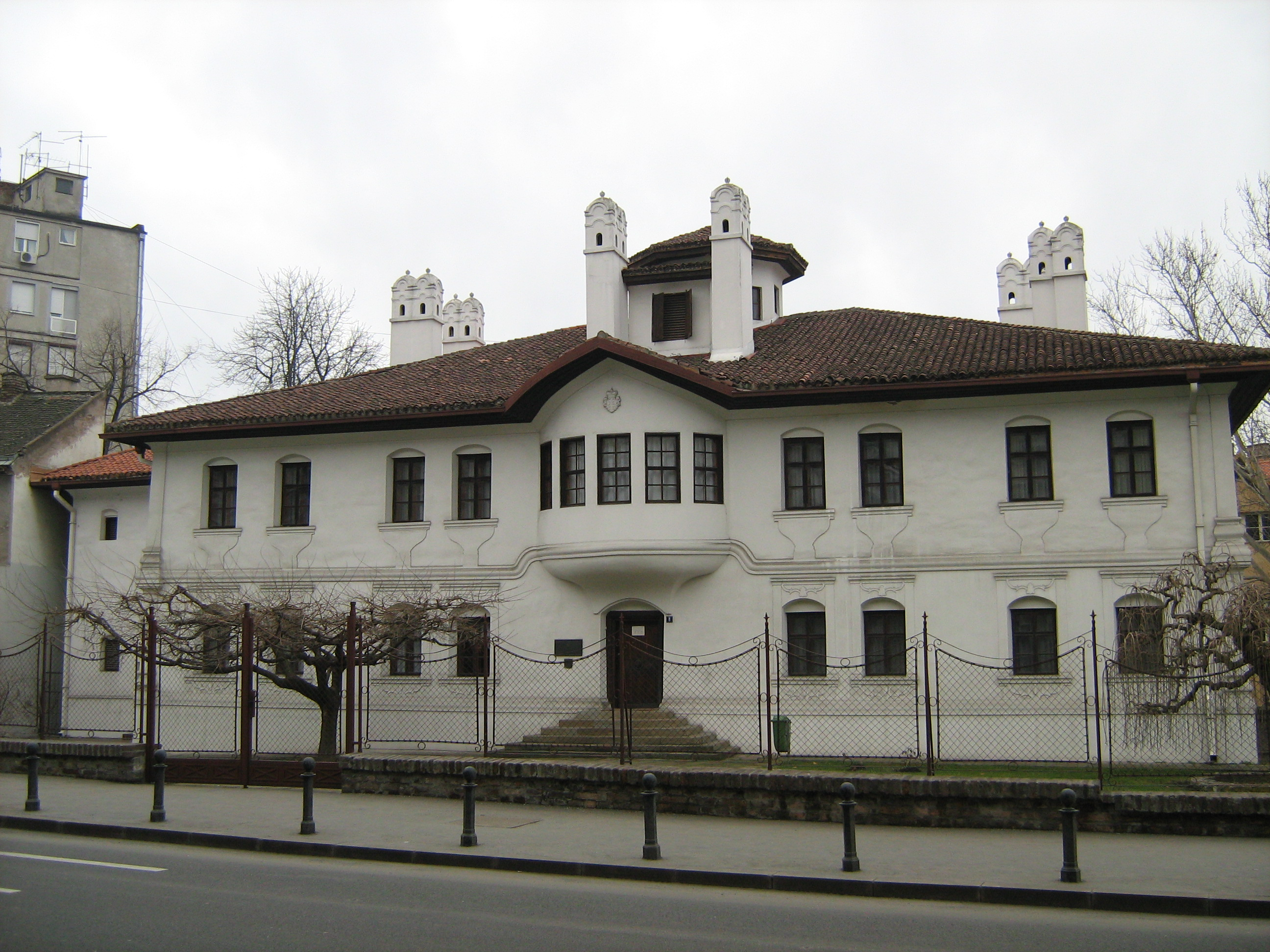
Le konak de la princesse Ljubica
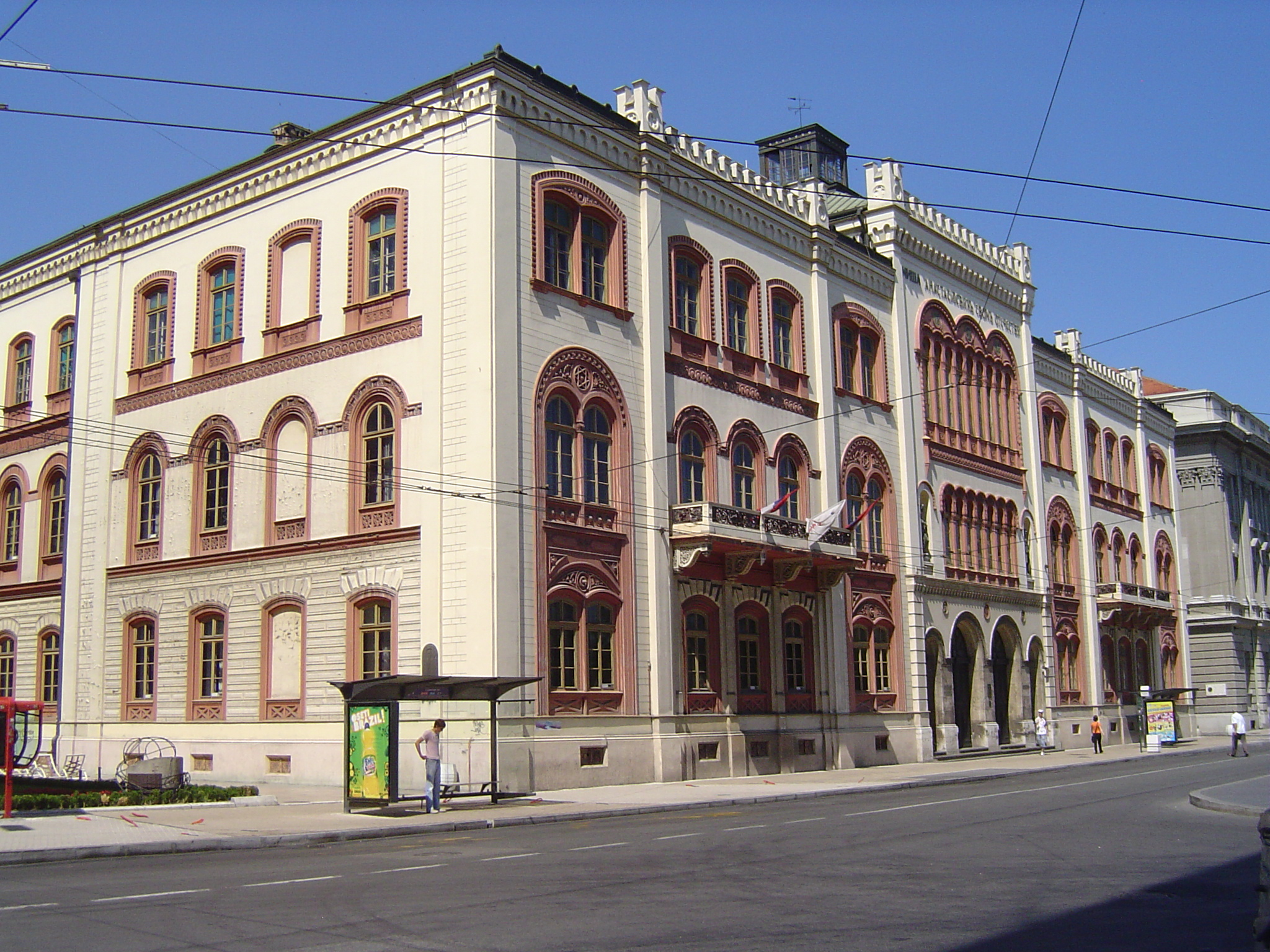
La résidence du capitaine Miša

Monuments culturels de grande importance

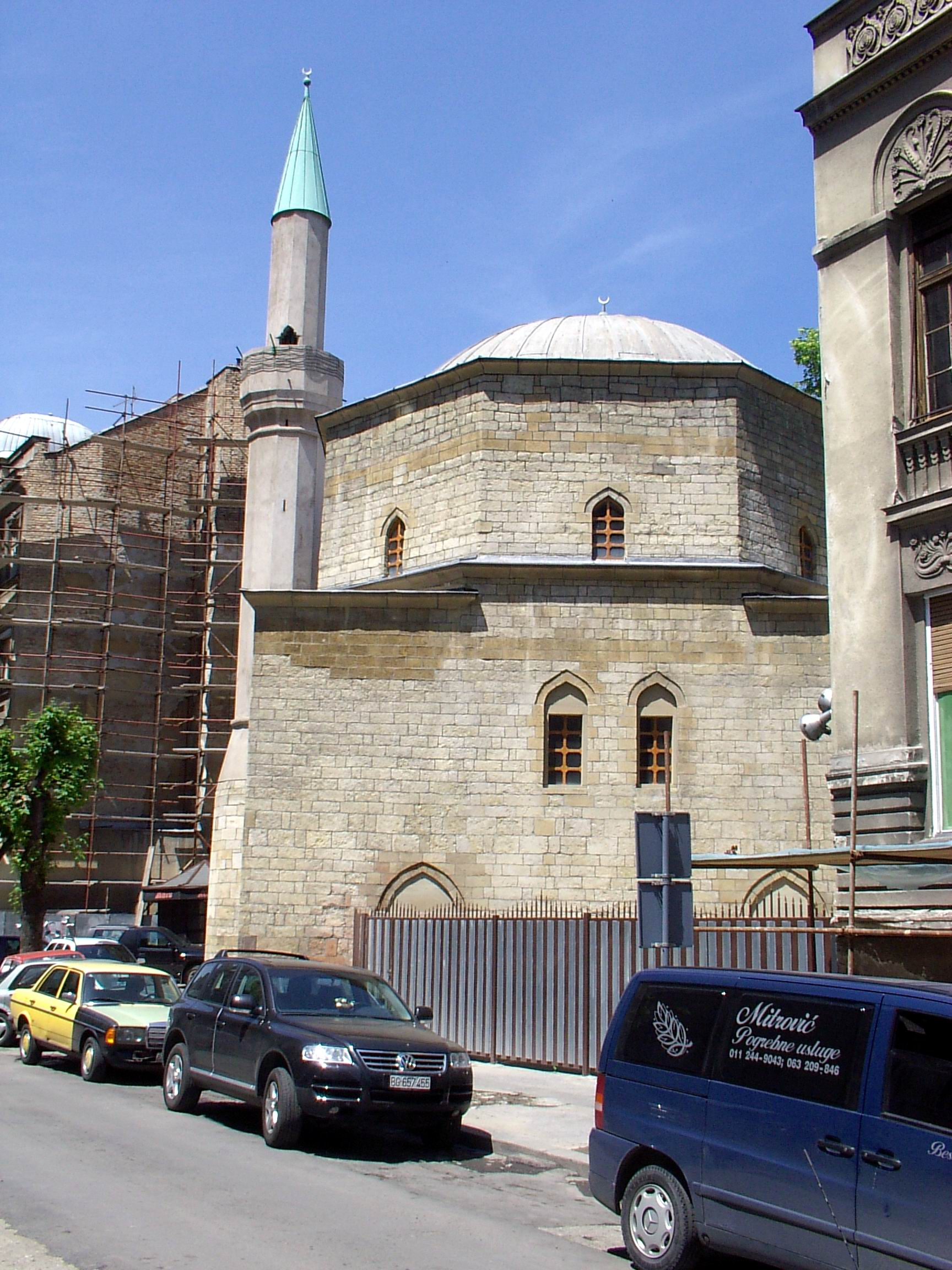
La mosquée Bajrakli

- la mosquée Bajrakli (11 rue Gospodar Jevremova), 1660-1688[20],[21]
- le turbe du cheikh Mustafa (angle des rues Višnjićeve et Braće Jugovića) (1 rue Višnjićeva), 1783-1784[22],[23]
- maison ancienne à Varoš kapija (10 rue Gračanička), fin du XVIIIe siècle[24],[25]
- la maison Božić (19 rue Gospodar Jevremova), 1836[26],[27]
- le bâtiment de la Realka (14 rue Uzun Mirkova), 1837-1838[28],[29]
- le bâtiment du ministère de l'Éducation (2 rue Kralja Milana), 1870-1871[30],[31]
- le monument du prince Michel (Trg Republike), 1882[32],[33]
- le bâtiment du ministère de la Justice (41, Terazije), 1883[34],[35]
- le bâtiment du Théâtre national (1-3 rue Francuska), 1869[36],[37]
- le bâtiment de la Banque nationale de Serbie de la rue Kralja Petra (12 rue Kralja Petra), 1889, 1922-1925[38],[39]
- le bâtiment de la fondation Nikola Spasić (33 rue Knez Mihajlova), 1889[40],[41]
- la maison de Jevrem Grujić (17 rue Svetogorska), 1896[42],[43]
- le palais Atina (28, Terazije), 1902[44],[45]
- le bâtiment du musée national de Serbie (1a Trg Republike), 1903[46],[47]
- la maison de Jovan Cvijić (5 rue Jelene Ćetković), 1905[48],[49]
- l'hôtel Moskva (1 rue Balkanska), 1906-1907[50],[51]
- l'ancien central téléphonique (47 rue Kosovska), 1908[52],[53]
- le bâtiment de la banque de Smederevo (39, Terazije), 1912[54],[55],[56]
- le monument de la reconnaissance à la France (Kalemegdan), 1930[57],[58]

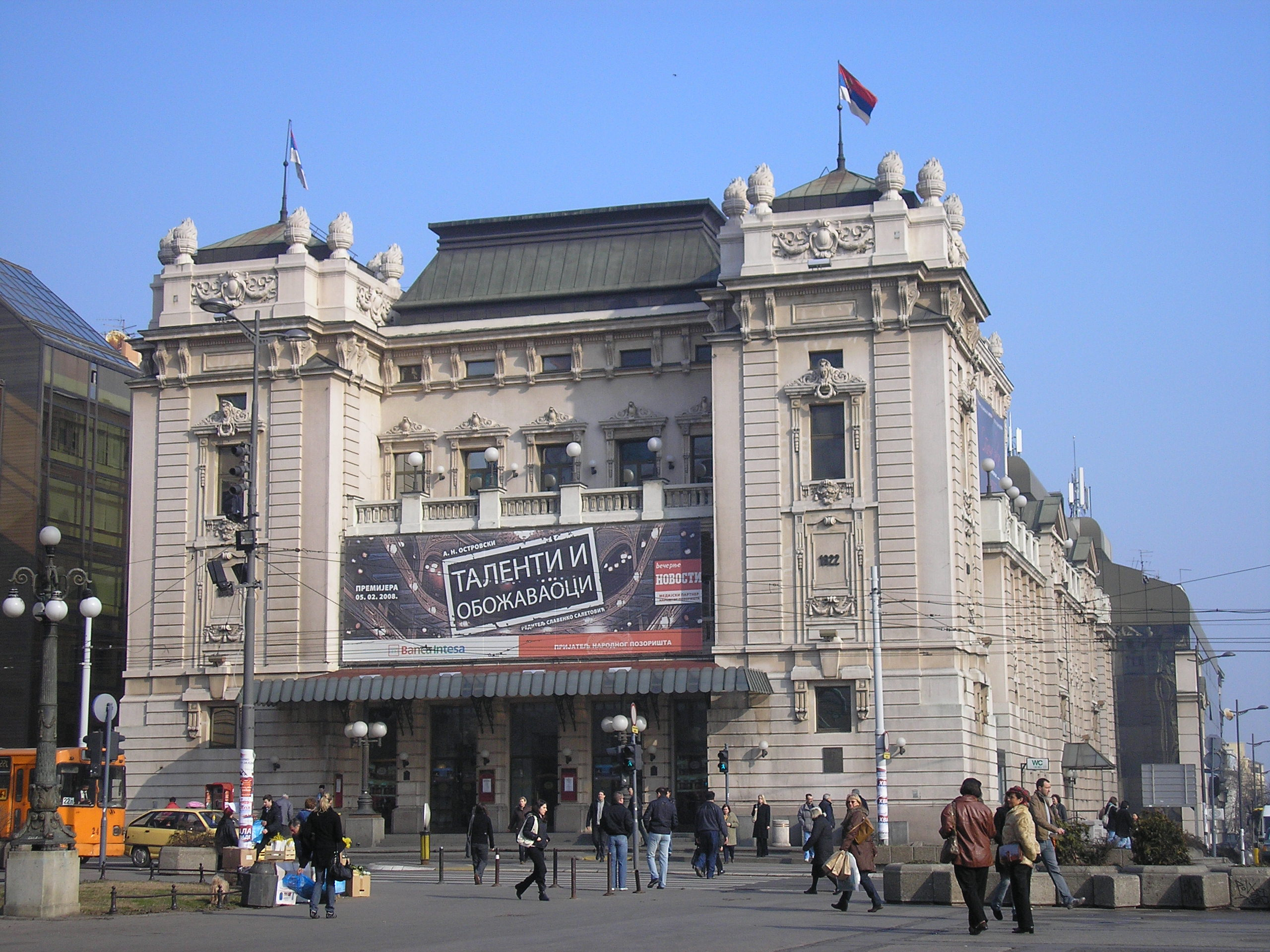
Le Théâtre national
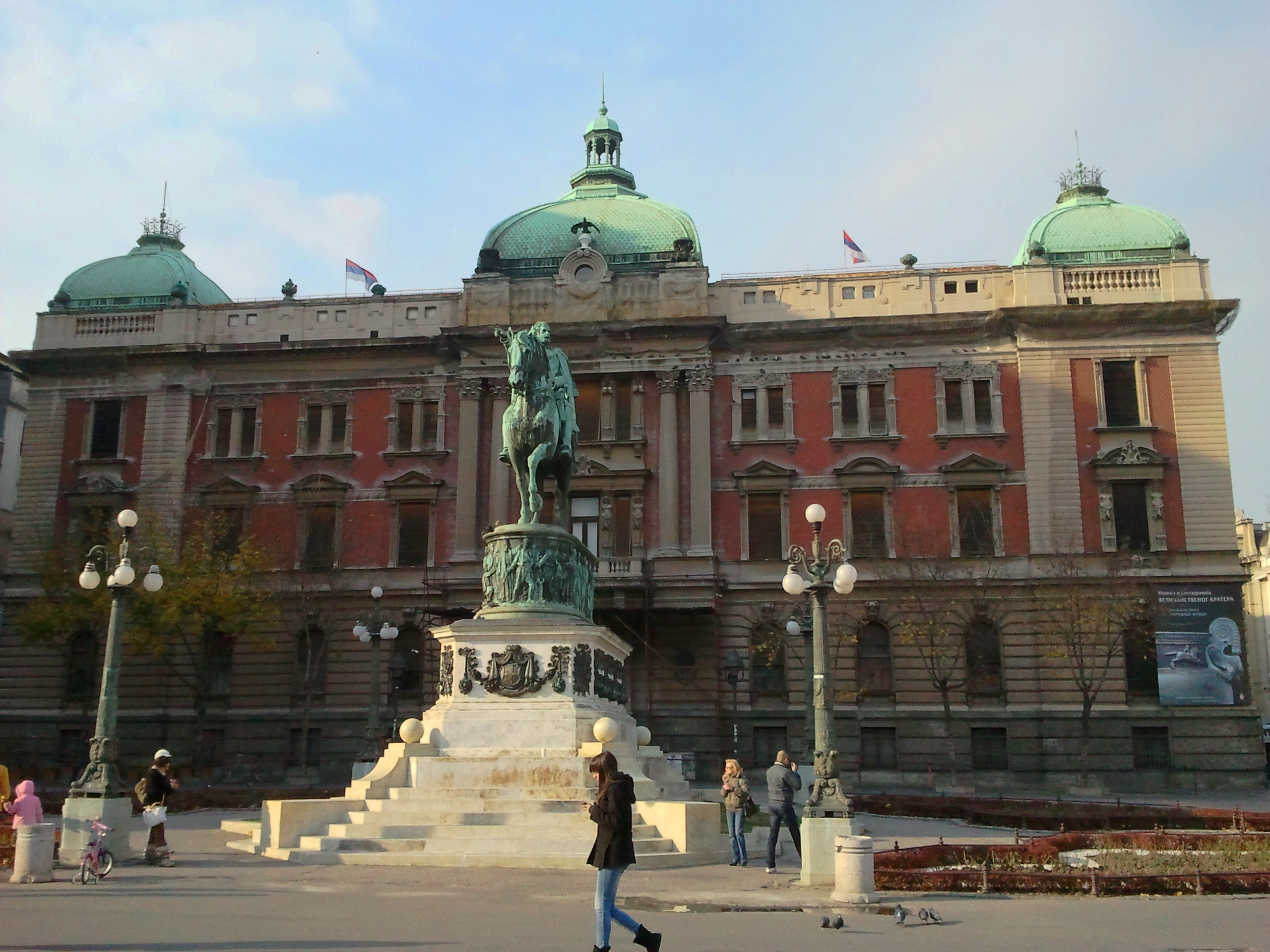
Le musée national de Serbie

Monuments protégés

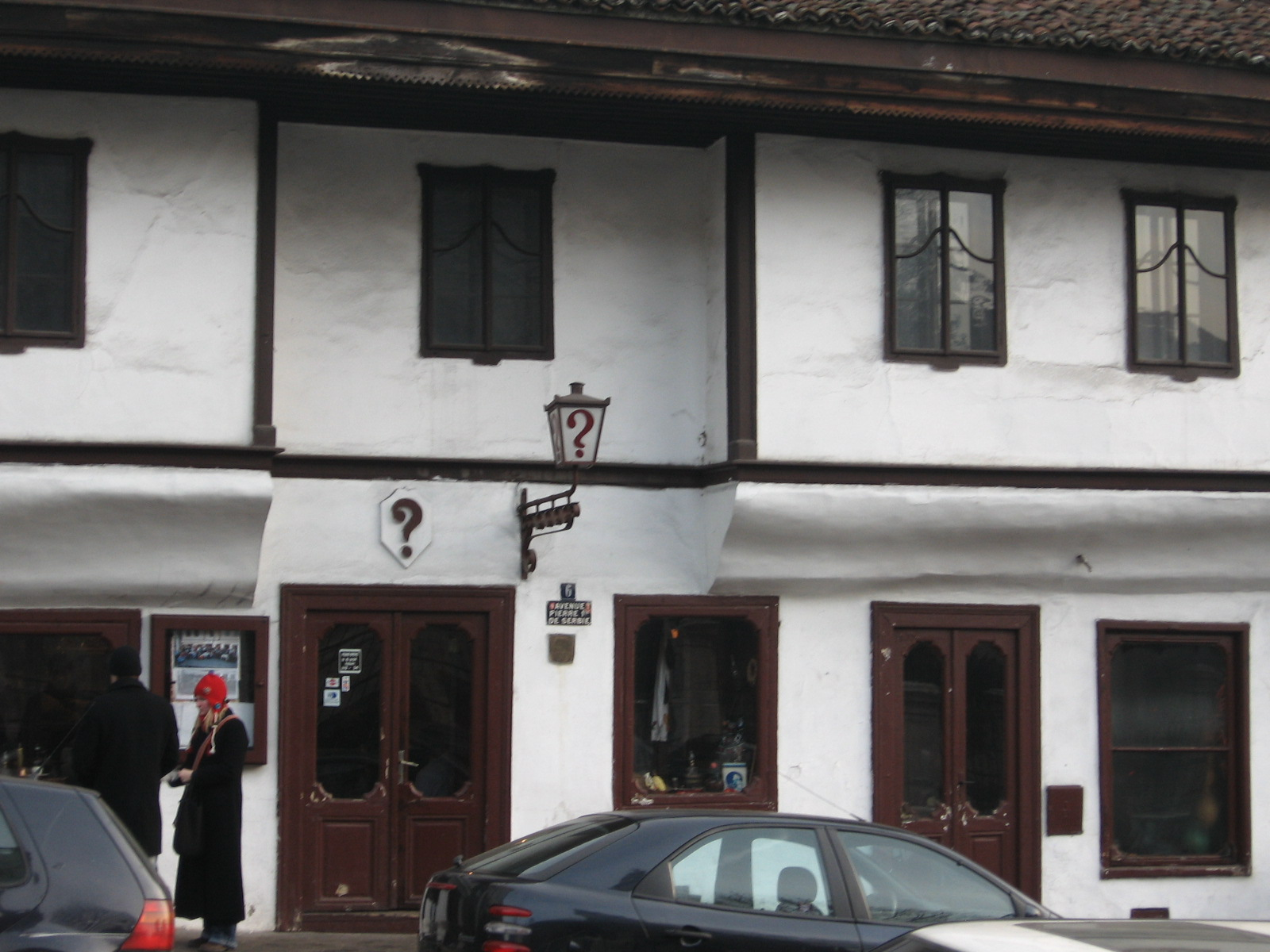
La Taverne « ? », rue Kralja Petra

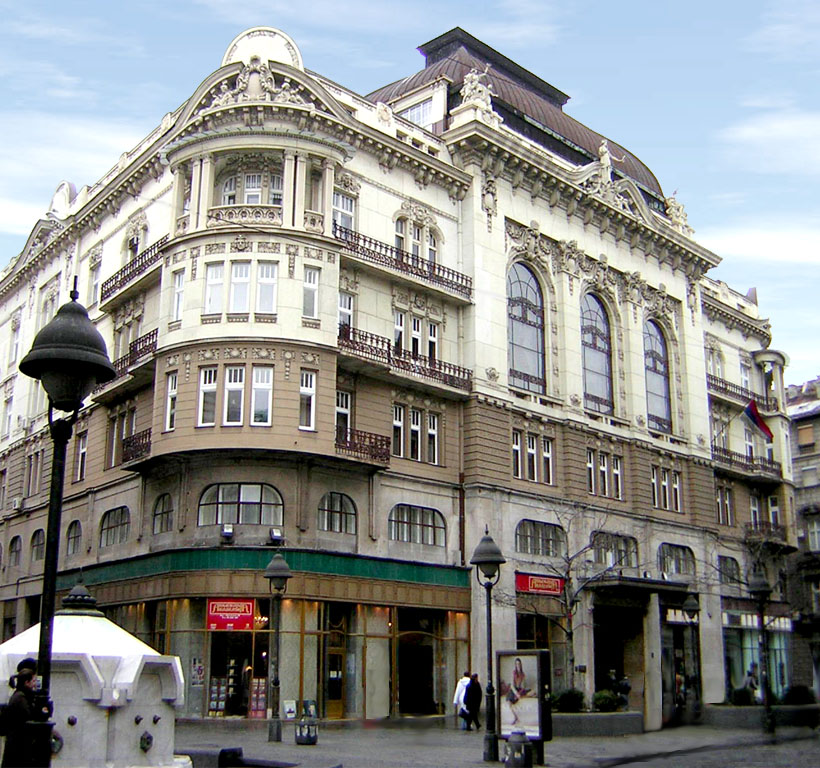
L'Académie serbe des sciences et des arts

- les vestiges de Singidunum (Kalemegdan), Ier-VIIe siècles[59],[60]
- le bâtiment de la Haute école (22 rue Gospodar Jevremova), fin du XVIIIe siècle[61],[62]
- la Taverne « ? » (6 rue Kralja Petra), 1920[63],[64]
- l'École d'art de Belgrade (4 rue Kralja Petra), vers 1836[65],[66]
- le site commémoratif de la remise des clés (Kalemegdan), 1867/1967[67],[68]
- Maisons situées 46, 48 et 50 rue Knez Mihajlova, 1869-1870[69],[70]
- l'Hôtel Sprska kruna (56 rue Knez Mihajlova), 1869[71],[72]
- la maison de Nikola Predić (14 rue Vuka Karadžića), 1871[73],[74]
- la maison de Dimitrije Krsmanović (2 rue Kneza Sime Markovića), 1898-1899[75],[76]
- l'École élémentaire du roi Pierre (7 rue Kralja Petra), 1905-1906[77],[78]
- le Pavillon des arts Cvijeta Zuzorić (Kalemegdan), 1908[79],[80]
- la maison de Mihailo Đurić (13 rue Gospodar Jevremova), vers 1910[81],[82]
- la maison de Mika Alas (22 Kosančićev venac), 1910[83],[84]
- la banque commerciale (26 rue Knez Mihailova et 12 rie Zmaj Jovina), 1912[85],[86]
- la kafana Ruski car (7 rue Knez Mihajlova et 29 Obilićev venac), 1922-1926[87],[88]
- l'immeuble de l'Académie serbe des sciences et des arts (35 Knez Mihajlova), 1924[89],[90]
- le Victor (Kalemegdan), 1928[91],[92]
- le bâtiment du Patriarcat de Belgrade (6 rue Kneza Sime Markovića), 1932-1935[93],[94]
- le tombeau des Héros nationaux de Kalemegdan, 1848[95],[96]

### Monuments religieux
- Cathédrale de la Bienheureuse Vierge Marie (Katedrala Blazene Djevice Marije)
- Con-Cathédrale du Christ-Roi (Konkatedrala Krista Kralja)* Eglise Saint Alexandre Nevsky
- Eglise de la Sainte Trinité
- Eglise de l'Ascension
- Eglise gréco-catholique : place de la Rose (Rozsak Tere)
- Eglise Saint Georges de Bezanija
- Eglise Saint Constantin et Sainte Hélène de Vozdovac (Crkva Svetag cara Konstantina z carice Jelene)
- Eglise du Monastère Rakovica
- Eglise du Monastère de l'Archange Saint Gabriel
- Eglise du Monastère Utesiteljevo
- Temple du saint Prophète Llija (Hram Svetog Proroka Llije)
- Eglise Chrétienne du Dieu Rédempteur (The Redeemed Christian Church of God)

### Bâtiments protégés par la ville de Belgrade
Utesiteljevo

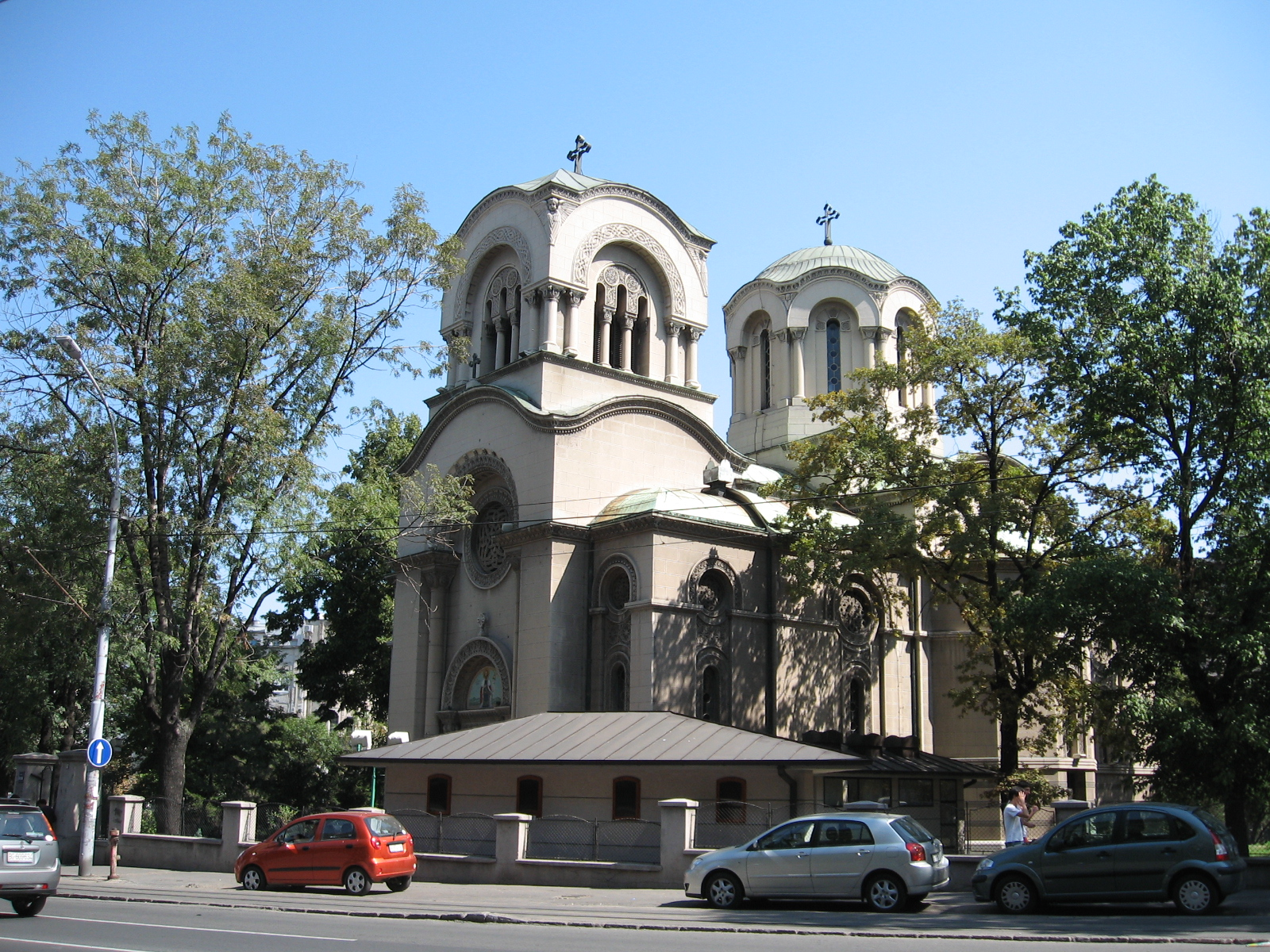
L'église Saint-Alexandre-Nevski

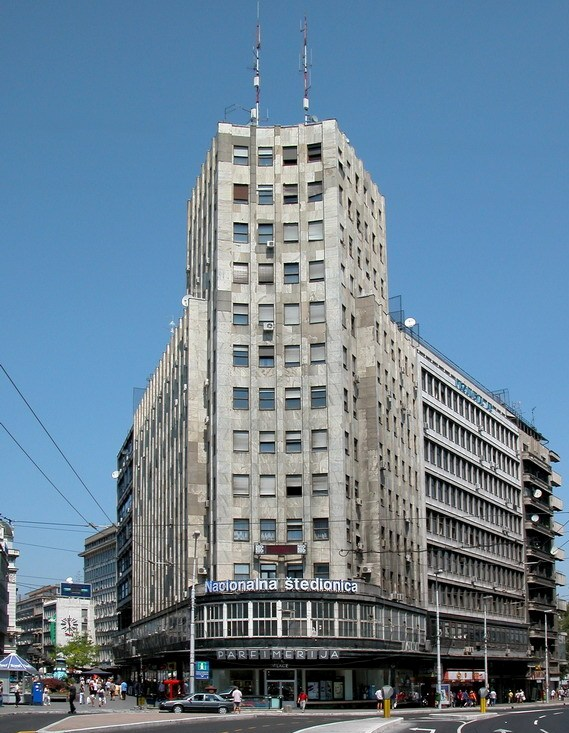
Le Palata Albanija

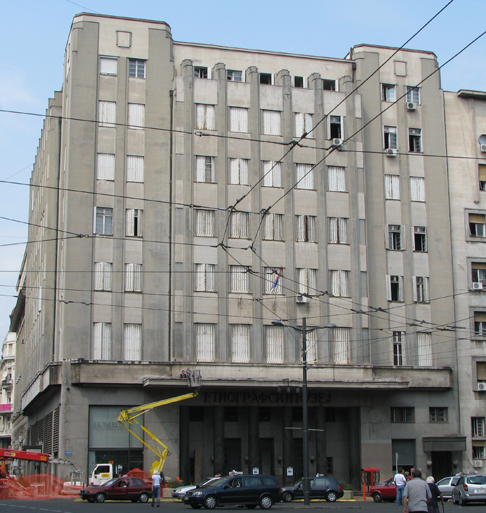
Le musée ethnographique de Belgrade

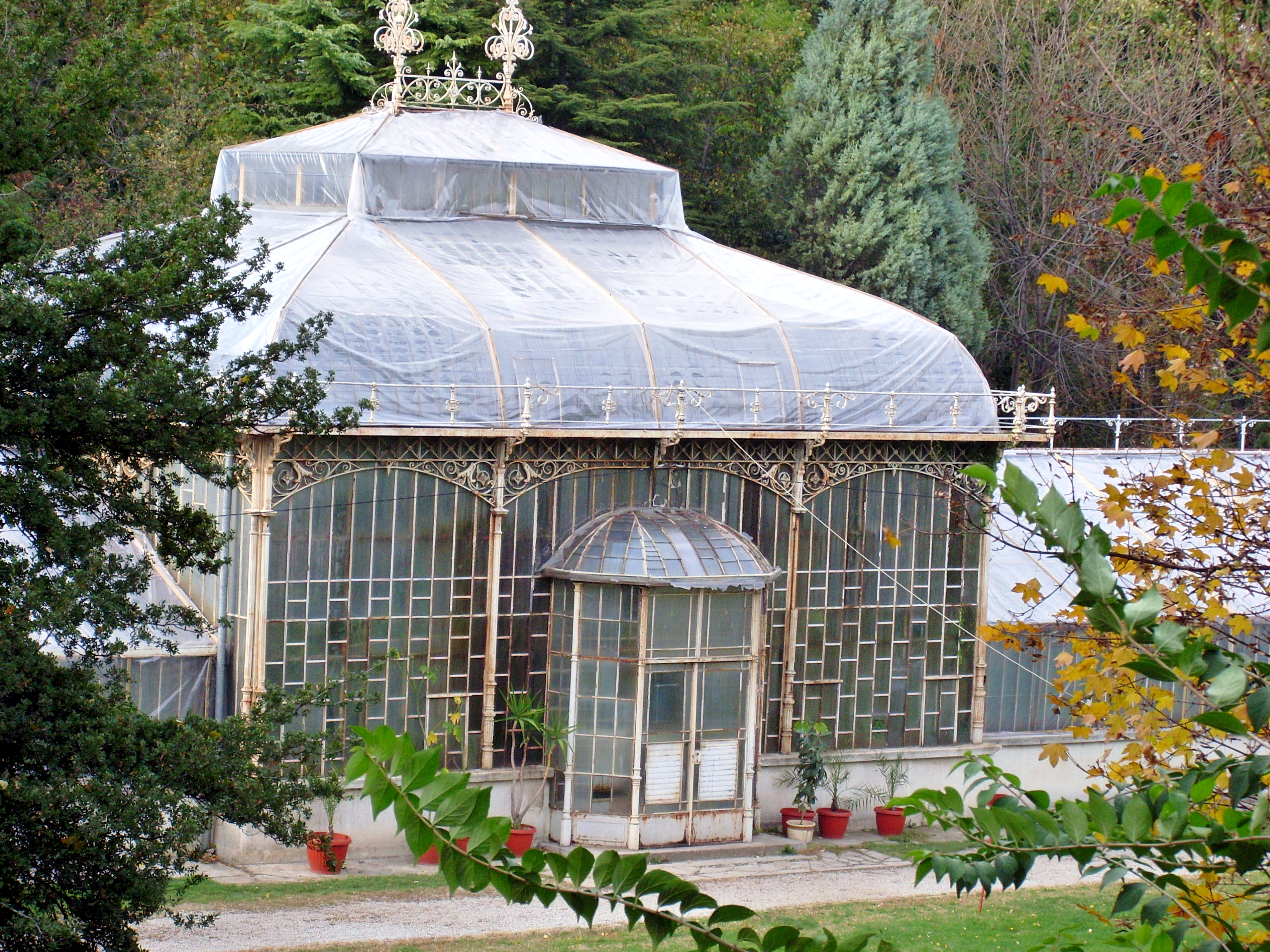
La serre du jardin botanique de Jevremovac

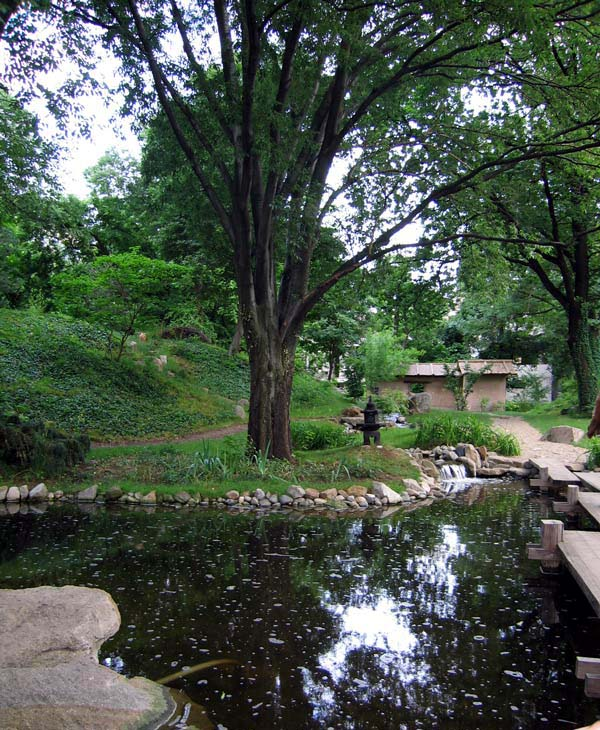
Le jardin botanique de Jevremovac

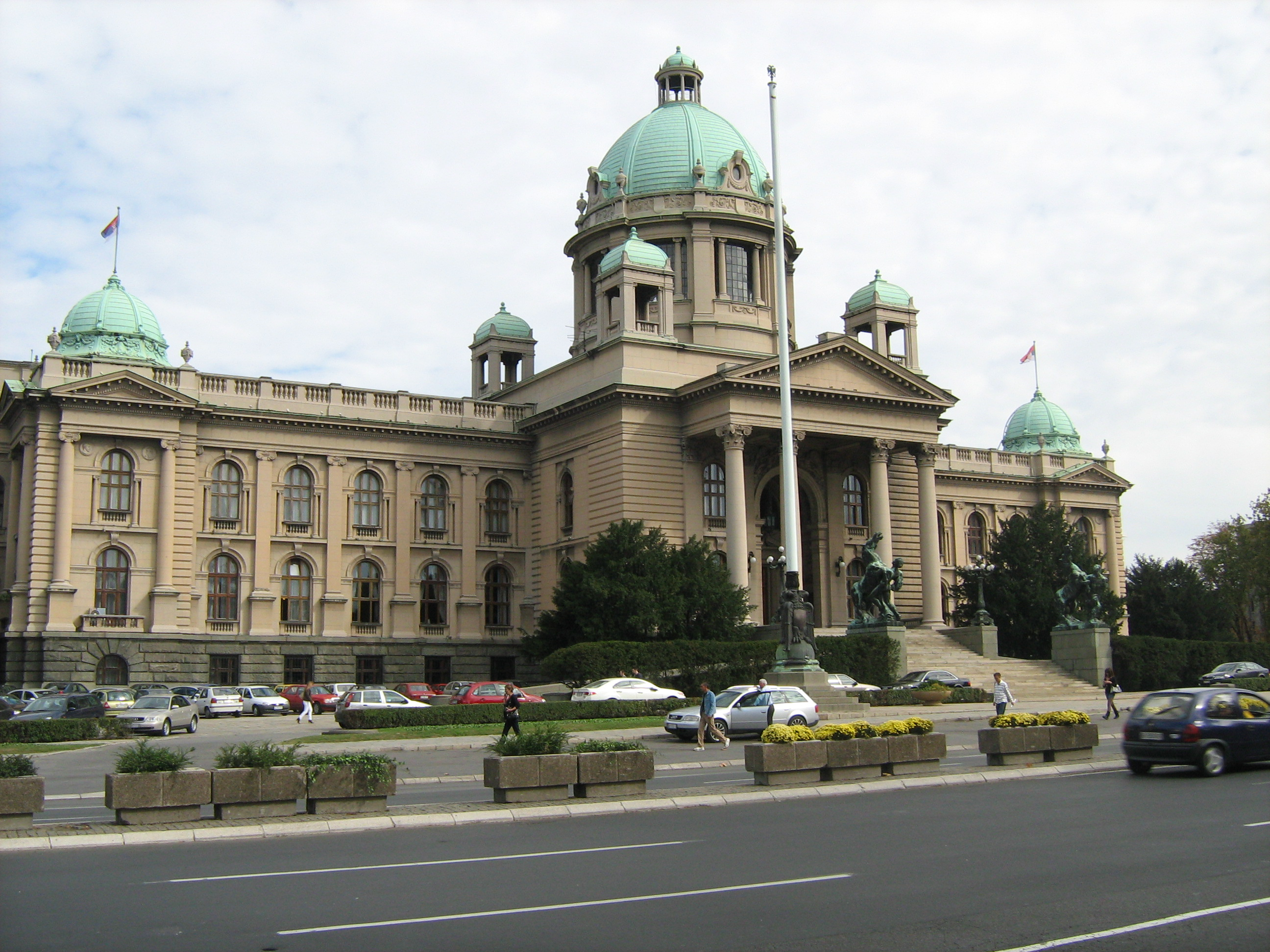
L'Assemblée nationale

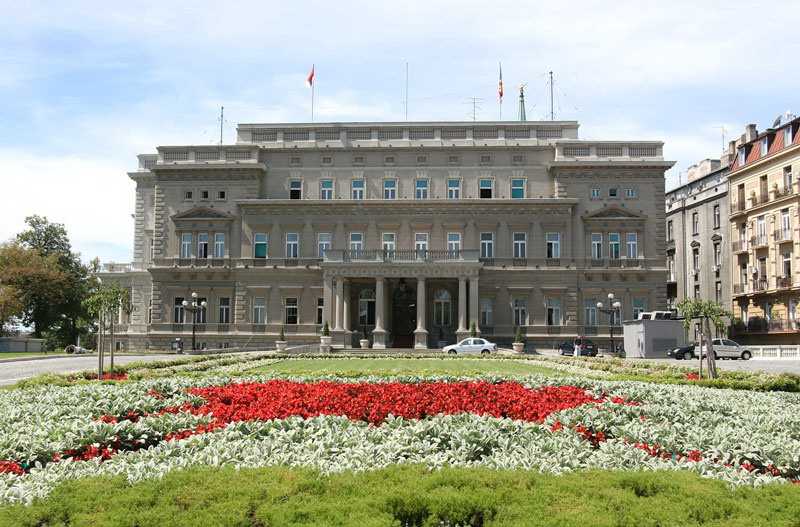
Le Stari dvor

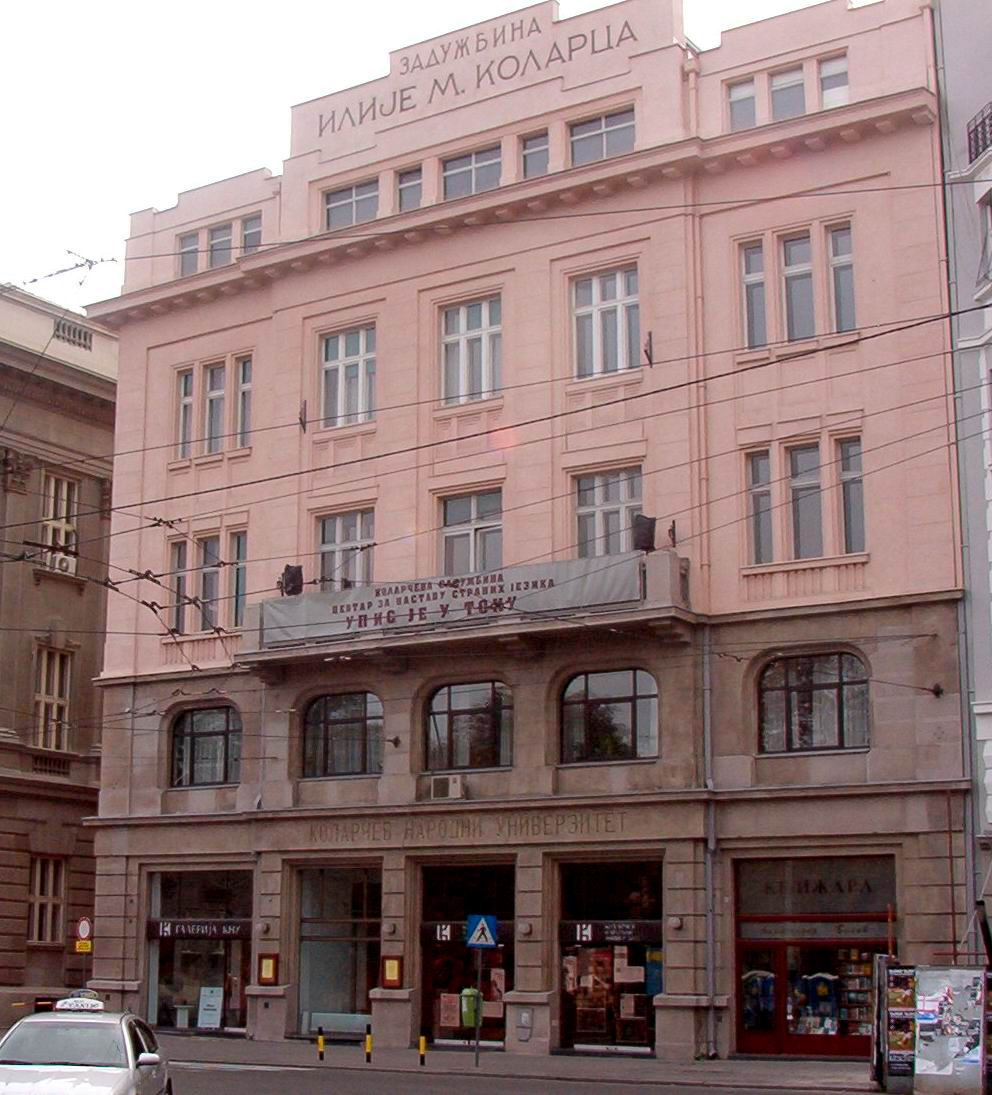
L'université Ilija Kolarac sur le Studentski trg

- le bâtiment de l'aéro-club (4 rue Uzun Mirkova et 36 rue Kralja Petra), 1945[97]
- la banque agraire (11 place Nikola Pašić et 3 rue Vlajkovićeva), 1932-1934[98]
- le Palata Albanija (2-4 rue Knez Mihailova et 12 rue Kolarčeva), 1940[99]
- la maison d'Andra Đorđević (21 rue Kneginje Ljubice), 1888[100]
- le palais Anker (26, Terazije), 1899[101]
- la maison des artisans (2 rue Hilandarska), 1931[102]
- le cinéma Balkan (16 rue Braće Jugovića), 1867-1870[103]
- le bâtiment de l'hôtel de ville (1 rue Uzun Mirkova), 1846[104]
- le bâtiment du fonds de pension de la cimenterie de Beočin (10 Bulevar despota Stefana et 21 rue Braće Jugovića), 1934[105]
- la maison de Beta et Rista Vukanović (13 rue Kapetan Mišina), 1901[106]
- la maison de Branislav Kojić (6 rue Zadarska), 1926[107]
- la maison de Miloš Savčić, 1926[108]
- la maison de Vitomir Konstantinović, 1926-1927[109]
- l'immeuble Igumanov (31, Terazije), 1938[110]
- l'immeuble de Ljubomir Miladinović (6 rue Svetogorska), 1938[111]
- l'église Saint-Alexandre-Nevski (39 rue Francuska), 1912-1929[112]
- le bâtiment de l'Académie de commerce (48 rue Svetogorska), 1926[113]
- la fontaine de Čukur (30 rue Dobračina), 1931[114]
- un grand magasin (16 rue Kralja Petra), 1907[115]
- la maison de Dimitrije Živadinović (16 rue Gračanička), 1904[116]
- la maison de Lazar Paču (14 rue Simina)[117]
- la maison de Stanoje Stanojević (32 rue Svetogorska), 1897-1899[118]
- le bâtiment de l'école d'économie (5-7 rue Cetinjska), 1929[119]
- l'école élémentaire de Dorćol (23 rue Cara Dušana), 1893[120]
- l'école élémentaire de Palilula (41 rue Takovska), 1894[121]
- la maison de Miladin Pećinar (5 rue Pop Lukina), 1928[122]
- le musée ethnographique (2 rue Uzun Mirkova), 1933-1934[123]
- la maison de Filip Filipović (37 rue Takovska), fin du XIXe siècle[124]
- la maison d'Elijas Flajšman (10 rue Cara Dušana), 1724-1727[125]
- la maison Hristić-Mijušković (3 rue Dobračina), 1930[126]
- la maison de Jakov Čelebonović (18 rue Vuka Karadžića), 1927-1929[127]
- le jardin botanique de Jevremovac (43 rue Takovska), 1889[128]
- l'immeuble de Josif Šojat (14 rue Brankova), 1935[129]
- la maison de Jovan Skerlić (42 rue Gospodar Jovanova et 17 rue Kneginje Ljubice), années 1910[130]
- la maison de Jovan Smederevac (27 rue Nušićeva), 1901[131]
- le bâtiment de l'université Kolarac (5 Studentski trg), 1929[132]
- la Kopitareva gradina[133]
- la maison Krsmanović sur Terazije (34, Terazije), 1885[134]
- la maison de Leona Panajot (31 rue Francuska), 1908[135]
- l'Hôtel Majestic (28, Obilićev venac), 1936-1937[136]
- la maison commémorative de Radeta Stanković (15 rue Simina), 1912[137]
- la maison Crvenčanin (15 rue Kralja Petra), 1887[138]
- la maison Stamenković (41 rue Kralja Petra), 1907[139]
- la maison de Milan A. Pavlović (18 rue Gračanička), 1912[140]
- l'atelier photographique de Milan Jovanović (40, Terazije), 1903[141]
- la maison de Milan Piroćanac (7 rue Francuska et 20 rue Simina), 1884[142]
- la maison de Milorad Pavlović (11-13 rue Kralja Petra), 1884[143]
- la maison Milovanović (15 rue Dobračina), 1884[143]
- le bâtiment du ministère des Postes (2 rue Palmotićeva et 13 rue Majke Jevrosime), 1926-1930[144]
- un garage moderne (30 rue Majke Jevrosime), 1929[145]
- le monument de Dositej Obradović (Studentski park), 1914[146]
- le monument de Josif Pančić (Studentski park), 1897[147]
- le monument de Moša Pijade (rue Makedonska)[148]
- l'Hôtel Nacional (9 rue Pariska), 1869[149]
- le bâtiment de l'Assemblée nationale (13 place Nikola Pašić), 1907-1936[150]
- le Nouveau palais (1 Andrićev venac), 1911-1922[151]
- la maison de Nikola Pašić (21 rue Francuska), 1872[152]
- le Stari dvor (2 rue Dragoslava Jovanovića), 1881-1884[153]
- la maison de Đorđe Krstić (23 rue Kneginje Ljubice), 1890[154]
- la maison Pavlović (39 rue Gospodar Jevremova), 1882[155]
- le bâtiment du fonds de pension (3 place Nikola Pašić et 29, Terazije), 1938-1940[156]
- le bâtiment du PRIZAD (2 Obilićev venac), 1937[157]
- la maison d'édition et librairie Geca Kon (12 rue Knez Mihailova), 1901[158]
- la maison de Radisav Jovanović (5 rue Stevana Sremca), 1910[159]
- le bâtiment de la Croix rouge (19 rue Simina), 1879[160]
- la maison Ribar (32 rue Francuska), 1920-1922[161]
- la maison de Dragomir Arambašić (20 rue Gospodar Jevremova), 1906[162]
- le bâtiment de l'association Saint-Sava (11 rue Cara Dušana), 1924[163]
- la maison de Saint-Sava (13 rue Cara Dušana), 1890[164]
- le bain des frères Krsmanović (45a rue Cara Dušana), 1901-1926[165]
- la maison de Stevan Kaćanski (18 rue Simina), 1830[166]
- la Maison de Stevan Mokranjac (16 rue Dositejeva), 1872[167]
- la fontaine de Terazije (Terazije), 1860[168]
- le Premier lycée de Belgrade (61 rue Cara Dušana), 1938[169]
- le Premier hôpital (19 rue Džordža Vašingtona), 1868[170]
- le Second lycée de filles (31 rue Kraljice Natalije), 1933[171]
- l'atelier d'Uroš Predić (27 rue Svetogorska), 1908[172]
- le club des vétérans (19 rue Braće Jugovića), 1929-1932[173]
- l'immeuble de la Banque d'épargne de Vračar (9 rue Kralja Milana), 1906[174]
- les maisons des travailleurs (30-32 Gundulićev venac ; 13 rue Venizelosova ; 3-5, rue Herceg Stjepana ; 14-16 rue Senjanina Ive), 1909[175]
- la maison de Zdravko Đurić (7 rue Prizrenska), 1934[176]

## Municipalité de Savski venac

### Biens nationaux
La municipalité de Savski venac abrite de nombreux édifices classés sur la liste des biens culturels de grande importance de la république de Serbie ou sur la liste des biens culturels de la ville de Belgrade.
Le quartier de Topčider, principalement constitué d'un parc forestier, est, dans son ensemble, inscrit sur la liste des entités spatiales historico-culturelles d'importance exceptionnelle de la république de Serbie,. On y trouve l'église Saint-Pierre et Saint-Paul, construite entre 1832 et 1834 par Janja Mihailović et Nikola Đorđević dans un style qui rappelle, pour la base, le style religieux traditionnel de la Serbie et qui, pour la façade, mêle le néoclassicisme et le néobaroque,, et la Maison paroissiale de Topčider (en serbe : Crkveni konak), construite entre 1830 et 1832 dans un style qui rappelle celui des maisons traditionnelles de la région de la Šumadija (Choumadie),. Plusieurs monuments classés se trouvent aussi dans le parc : La Glaneuse (en serbe : Žetelica), qui représente une femme tenant dans ses bras une gerbe de blé, a été réalisée en 1852 par le sculpteur Christof Fidelis Kimmel (nl) dans le style du réalisme académique, ; l'obélisque de Topčider, érigé en 1859 en l'honneur du retour au pouvoir du prince Miloš Obrenović, est une œuvre de Franc Loran, ; le monument d'Archibald Reiss, un célèbre criminologue vaudois mort et enterré à Belgrade, a été sculpté en 1931 par Marko Brežanin,.

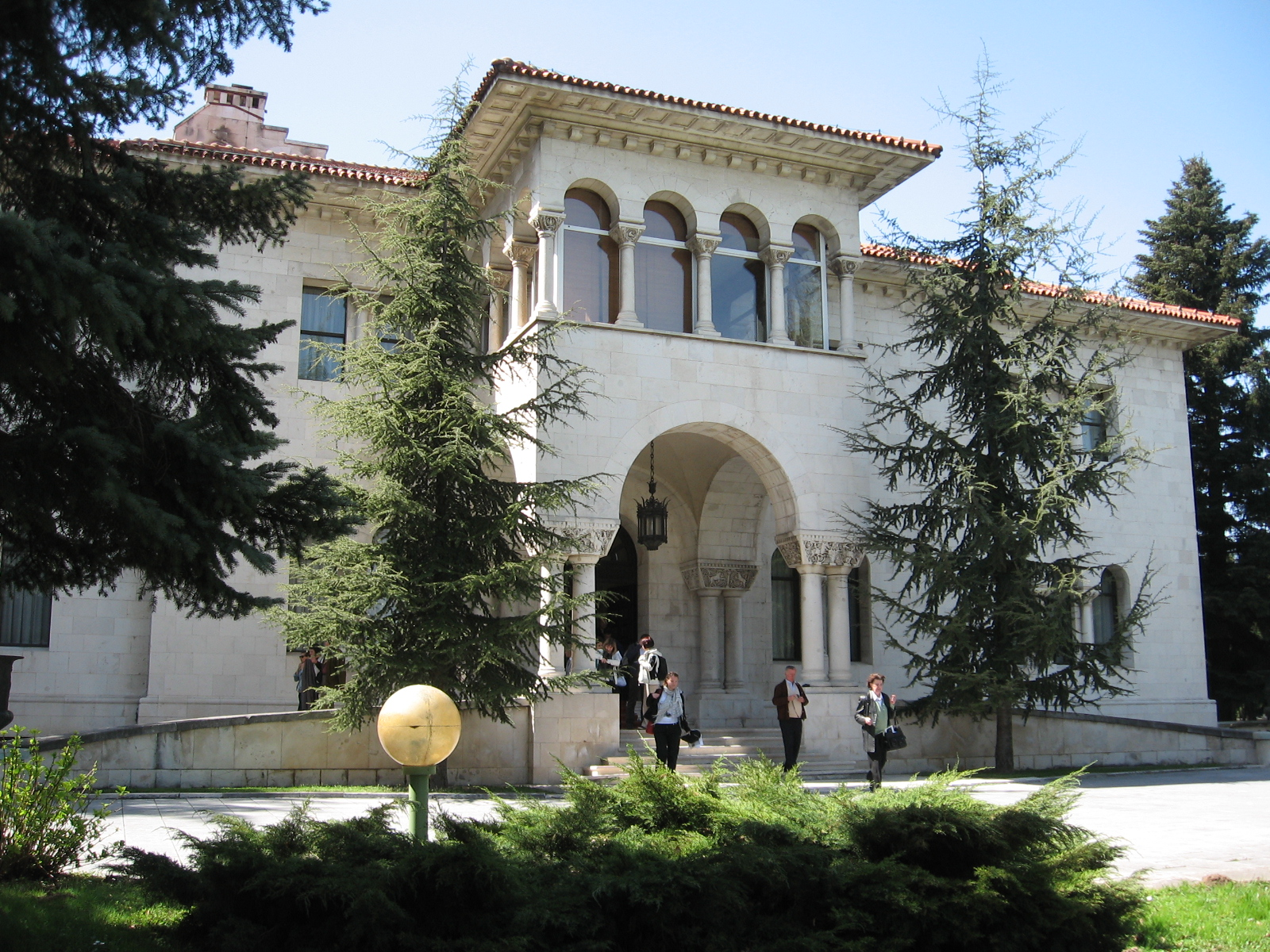
Le Palais royal

Le Complexe royal (en serbe : Краљевски комплекс et Kraljevski kompleks) est situé dans le quartier de Dedinje, au milieu d'un vaste parc. On y trouve plusieurs édifices royaux de la dynastie des Karađorđević. La Slamnata kuća (« la chaumière ») est un édifice construit dans le style des maisons traditionnelles serbes ; le roi Alexandre Ier de Yougoslavie y résidait pour surveiller la construction du Complexe royal et la demeure servait également de résidence d'études pour les trois fils du roi (le futur Pierre II, le prince Tomislav et le prince André), ainsi que d'atelier d'art pour la reine Marie. Aujourd'hui, on y loge des invités officiels. Le Palais royal (en serbe : Краљевски двор et Kraljevski dvor), appelé parfois Stari dvor (« le vieux palais »), est une grande villa en stuc de style serbo-byzantin ; il a été construit entre 1924 et 1929 par l'architecte Živojin Nikolić, assisté des architectes russes Nikolai Krasnov et Victor Lukomsky, pour servir de résidence au roi Alexandre et à la reine Marie. Le Palais Blanc (« Beli dvor ») est également situé dans le complexe. Conçu par l'architecte Aleksandar Đorđević, il est construit dans un style néo-palladien, inspiré par les demeures anglaises du XVIIIe siècle. La décoration intérieure, qui mêle le style géorgien anglais et le style russe du XIXe siècle, a été réalisée par la maison française Jansen, qui, par la suite, décora la Maison-Blanche au temps de John Fitzgerald Kennedy. Ce palais, qui abrite une importante collection de peintures, est aujourd'hui la demeure d'Aleksandar Karađorđević, l'actuel prétendant au trône de Serbie. La chapelle royale fait également partie de l'ensemble.

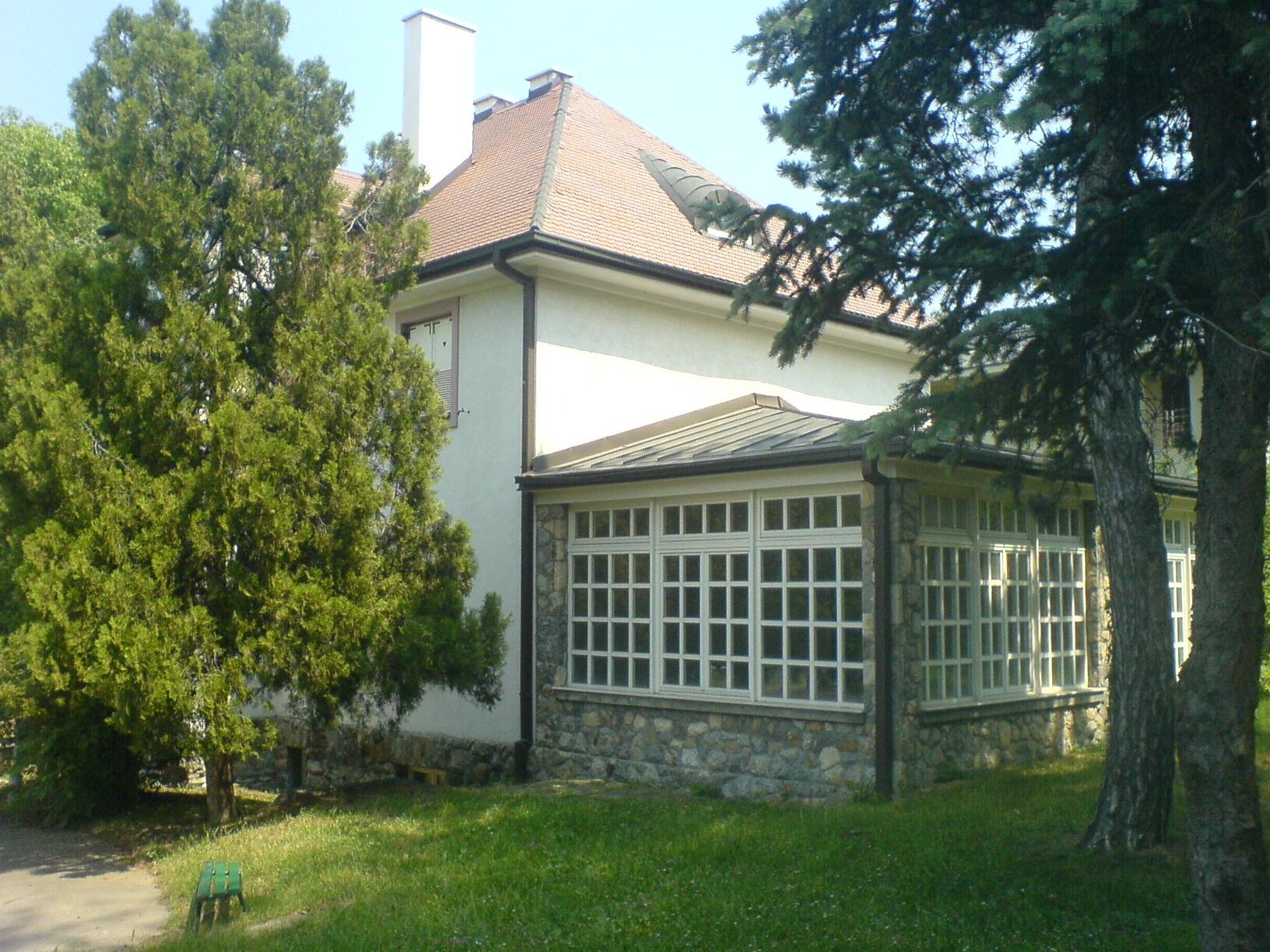
Le musée du 4 juillet

La maison de Manak (en serbe : Manakova kuća), située au no 12 de la rue Gavrila Principa, dans le quartier de Savamala, a été construite en 1830 pour le riche marchand macédonien Manak Mihailović ; caractéristique du style balkanique, elle abrite aujourd'hui une annexe du musée ethnographique de Belgrade,,. Le bâtiment de la coopérative des officiers, situé 4 rue Masarikova, a été construit en 1908 d'après les plans des architectes Svetozar Jovanović, Danilo Vladisavljević et Vladimir Popović ; il est caractéristique du style Art nouveau,. Le bâtiment de la coopérative de Belgrade (Beogradska zadruga), situé au no 48 de la rue Karađorđeva et conçu par les architectes Andra Stevanović et Nikola Nestorović, a été construit entre 1905 et 1907 dans un style académique,. La tour du docteur (Doktorova kula), située 103 rue Kneza Miloša, a été bâtie en 1824 pour le docteur Vita Romita ; cet édifice en pierres et en briques abrite aujourd'hui une clinique psychiatrique,. La maison Krsmanović (Krsmanovićeva kuća), sur Terazije (no 34), a été construite en 1885 par Jovan Ilkić pour servir de résidence au marchand Marko Marković ; elle est considérée comme un exemple de l'architecture néobaroque à Belgrade,. La gare principale de Belgrade (Železnička stanica), située 1 Savski trg, a été construite en 1884 sur des plans de l'architecte autrichien von Slatich par l'architecte Dragiša Milutinović dans un style académique,.
Certains édifices de la municipalité sont associés au souvenir des Partisans de Tito, comme le musée du 4 juillet, situé dans une maison construite de style moderniste en 1934 pour Vladislav C. Ribnikar, le directeur du journal Politika, ou les imprimeries clandestines des Partisans, situées au no 12 de la rue Banjički venac.

### Bâtiments protégés par la ville de Belgrade

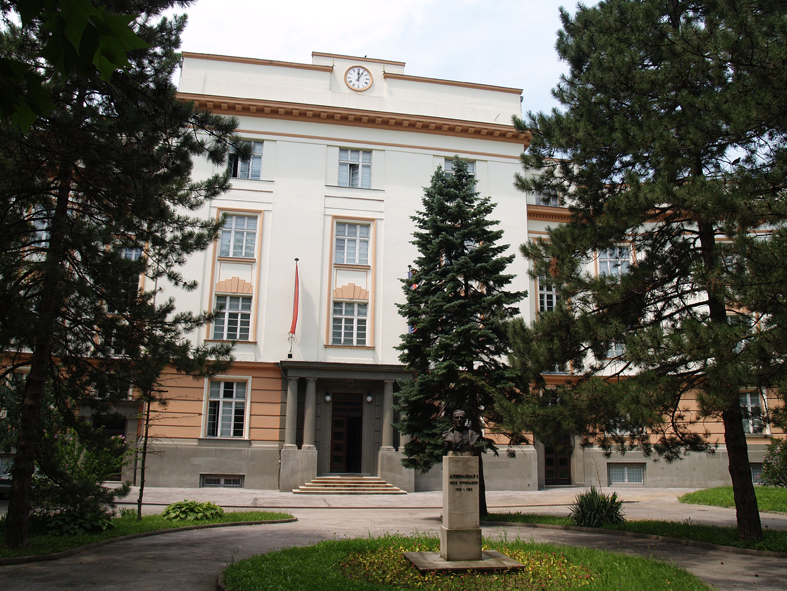
Les Archives de Yougoslavie

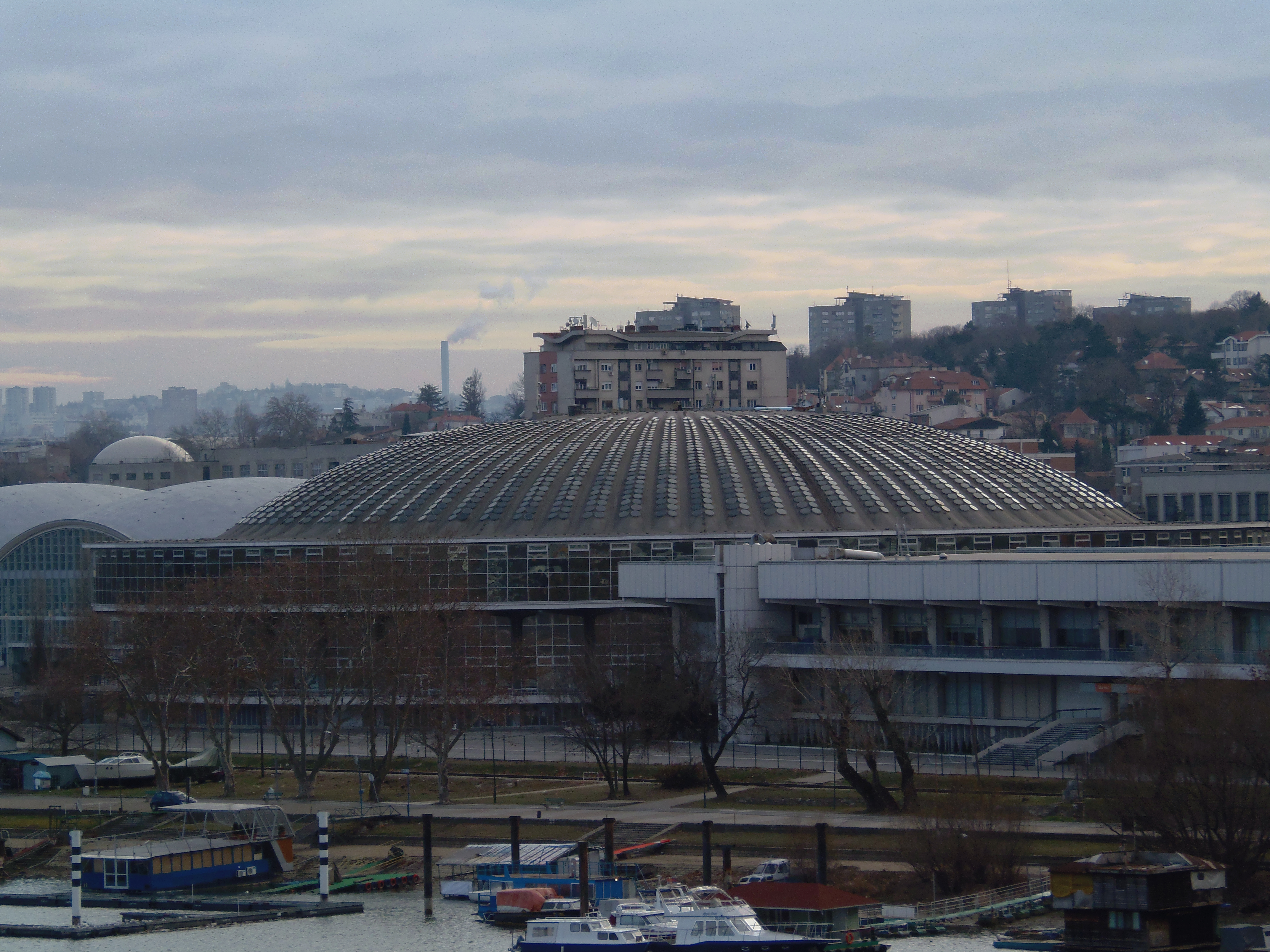
Le Hall 1 de la Foire de Belgrade

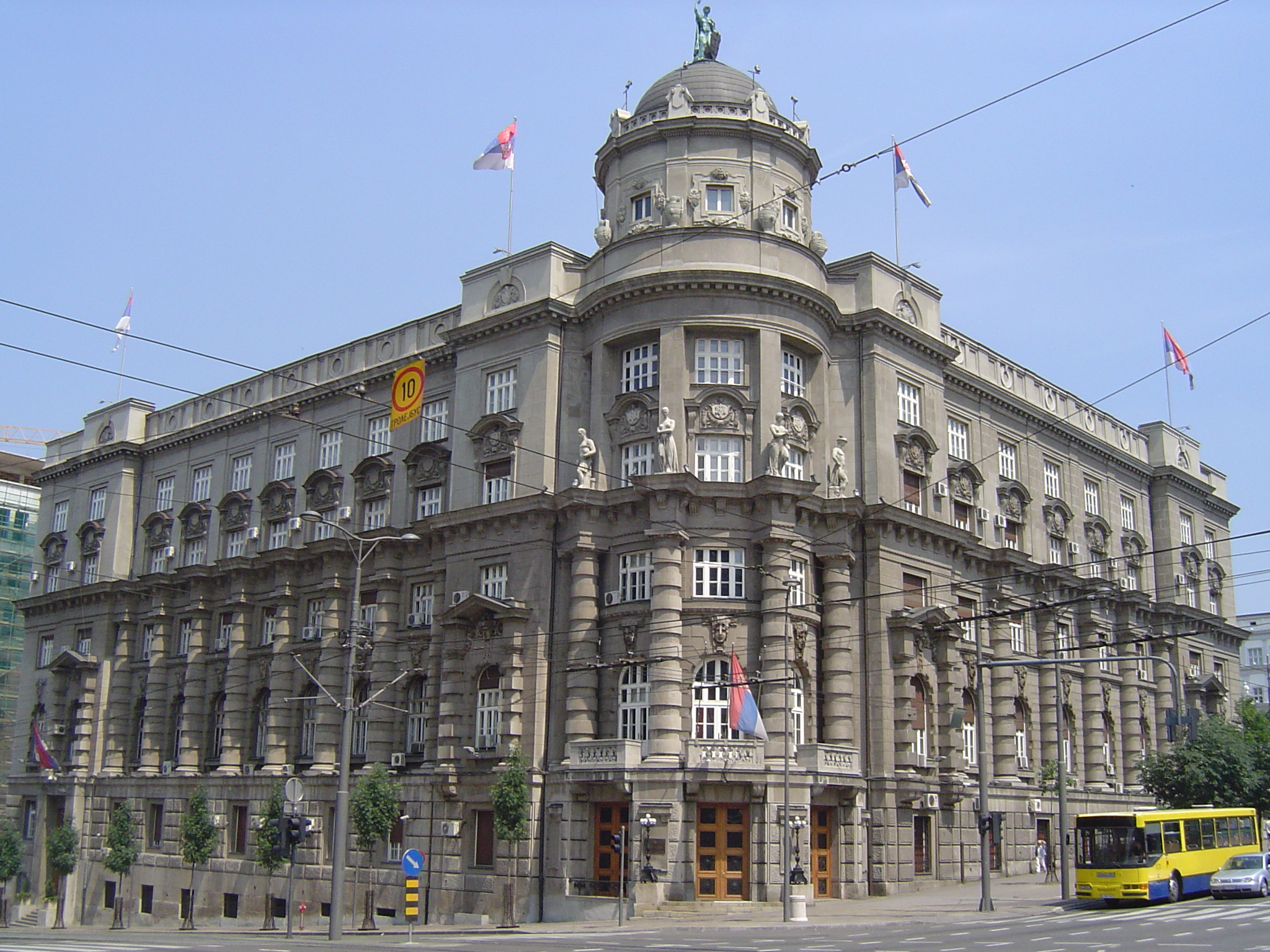
Le bâtiment du ministère des Finances du royaume de Yougoslavie (aujourd'hui bâtiment du Gouvernement de la Serbie)

- le bâtiment des Archives de Yougoslavie[207]
- le bâtiment du Commandement général de l'armée[208]
- la caserne du 7e régiment[209]
- le Hall 1 de la Foire de Belgrade[210]
- la maison de Branislav Nušić[211]
- l'hôtel Bristol[212]
- l'église de l'Ascension[213]
- l'église Saint-Gabriel[214]
- la Croix de Mali pijac[215]
- la maison d'Aleksandar Belić[216]
- la maison d'Archibald Reiss[217]
- la maison de Dragoljub Gošić[218]
- la Fondation Dragomir Glišić[219]
- la villa de Dušan Tomić[220]
- les bâtiments de l'État-major des forces armées de Serbie-et-Monténégro et du ministère de la Défense[221]
- la maison d'Isidora Sekulić[222]
- le bâtiment du Manège[223]
- le sokol Matica[224]
- la maison de Dušan Lazić[225]
- l'hôpital militaire de Vračar[226]
- le bâtiment du ministère des Finances du royaume de Yougoslavie[227]
- le bâtiment du ministère de la Forêt et des mines et du ministère de l'Agriculture et de la Gestion de l'eau[228]
- le bâtiment du ministère des Transports[229]
- le monastère de Senjak[230]
- le monument de Vaso Pelagić[231]
- la maison de la famille Najdanović[232]
- la maison de Nikola Nestorović[233]
- le mess des officiers[234]
- la villa d'Olga Mos[235]
- l'orphelinat de Belgrade[236]
- la maison Popović-Predić[237]
- l'Imprimerie nationale[238]
- le moulin de Parin[239]
- la villa de Stevka Milićević[240]
- la villa Škarka[241]
- les maisons des tailleurs[242]
- le bain turc du prince Miloš[243]
- l'hôpital universitaire pour les enfants[244]
- la maison Veljković[245]
- la maison Vučo sur la Save[246]
- la maison Vukićević[247]

## Municipalité de Vračar

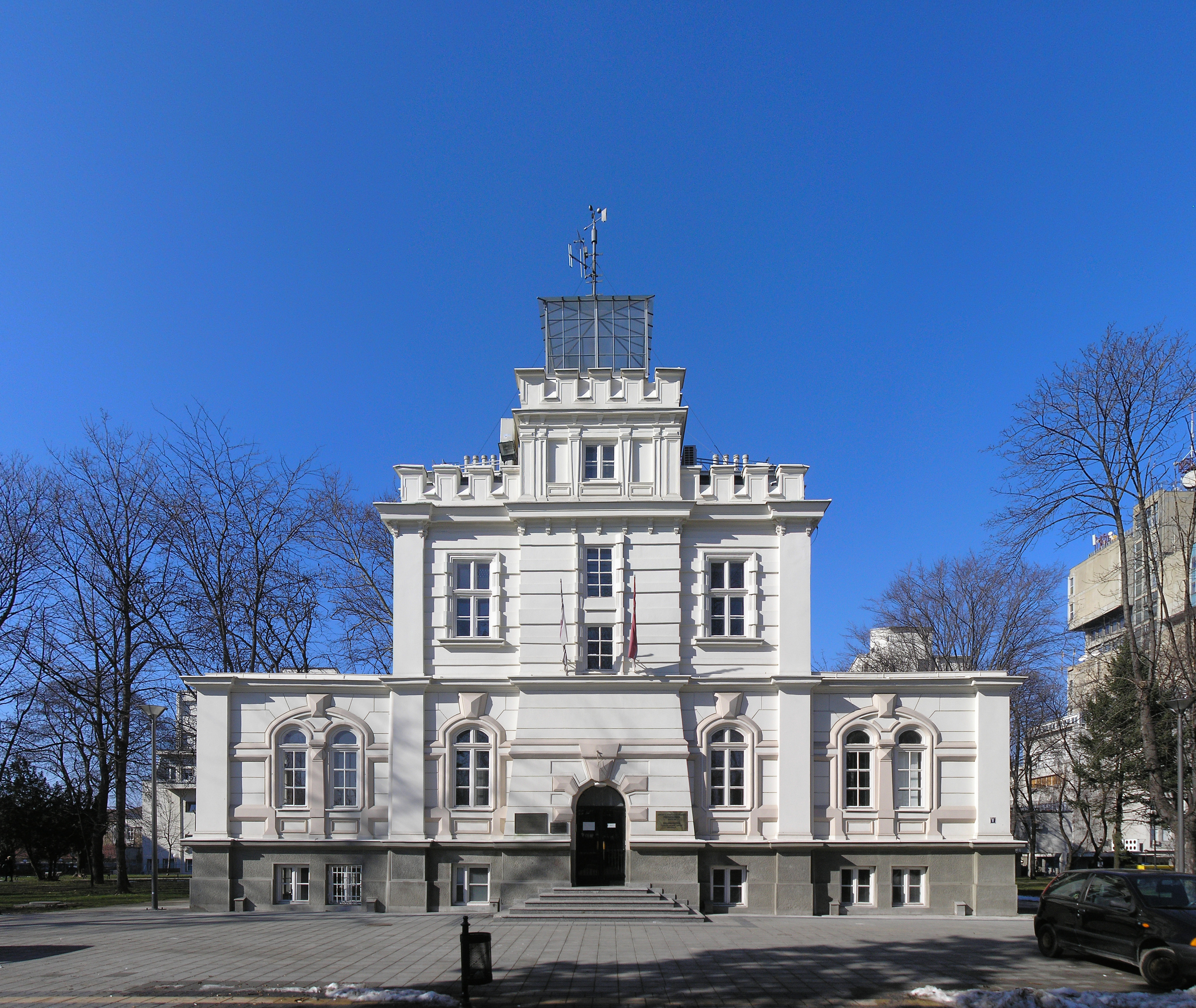
L'observatoire météorologique de Belgrade.

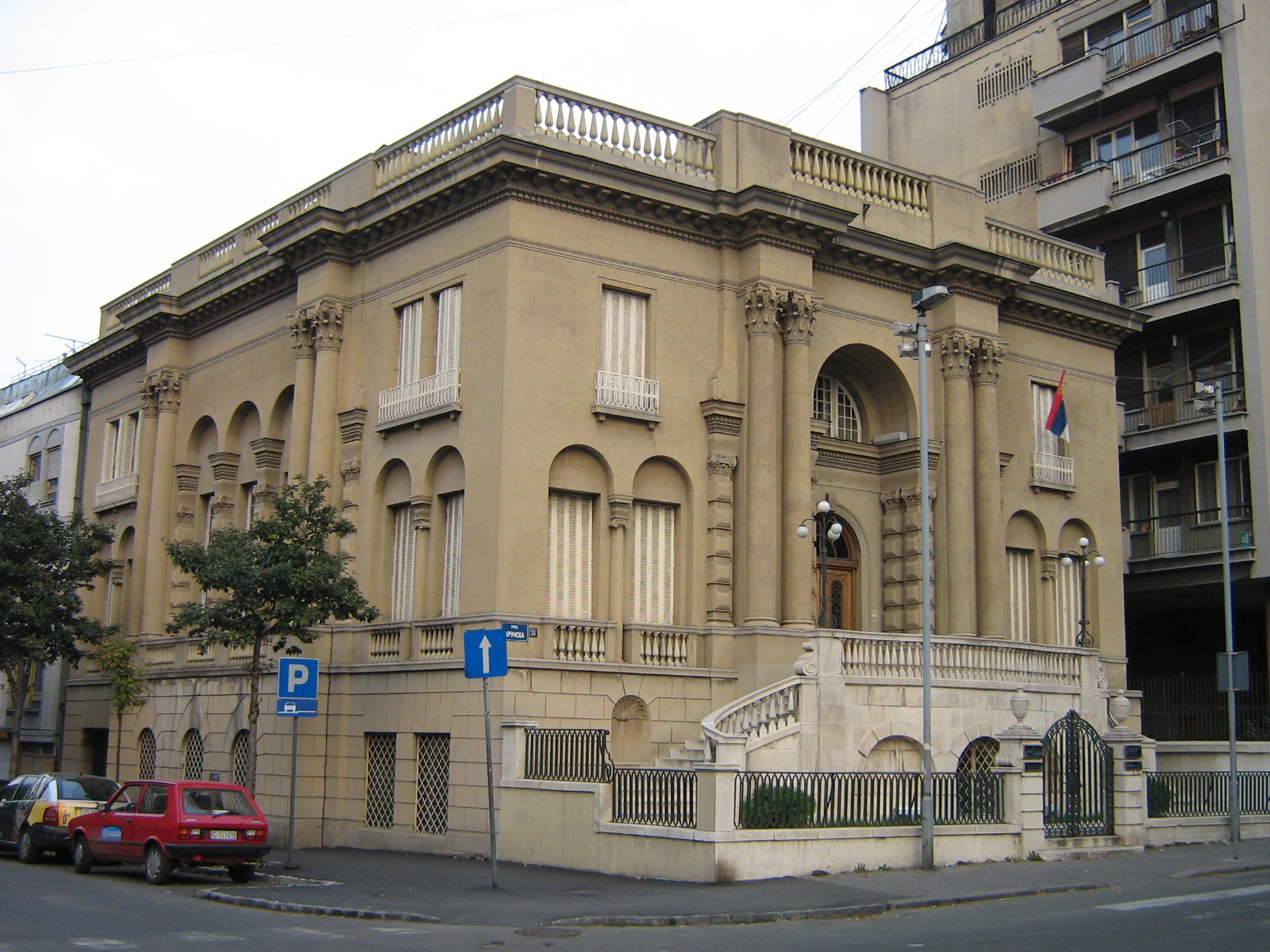
La maison de Đorđe Genčić, aujourd'hui musée Nikola-Tesla.

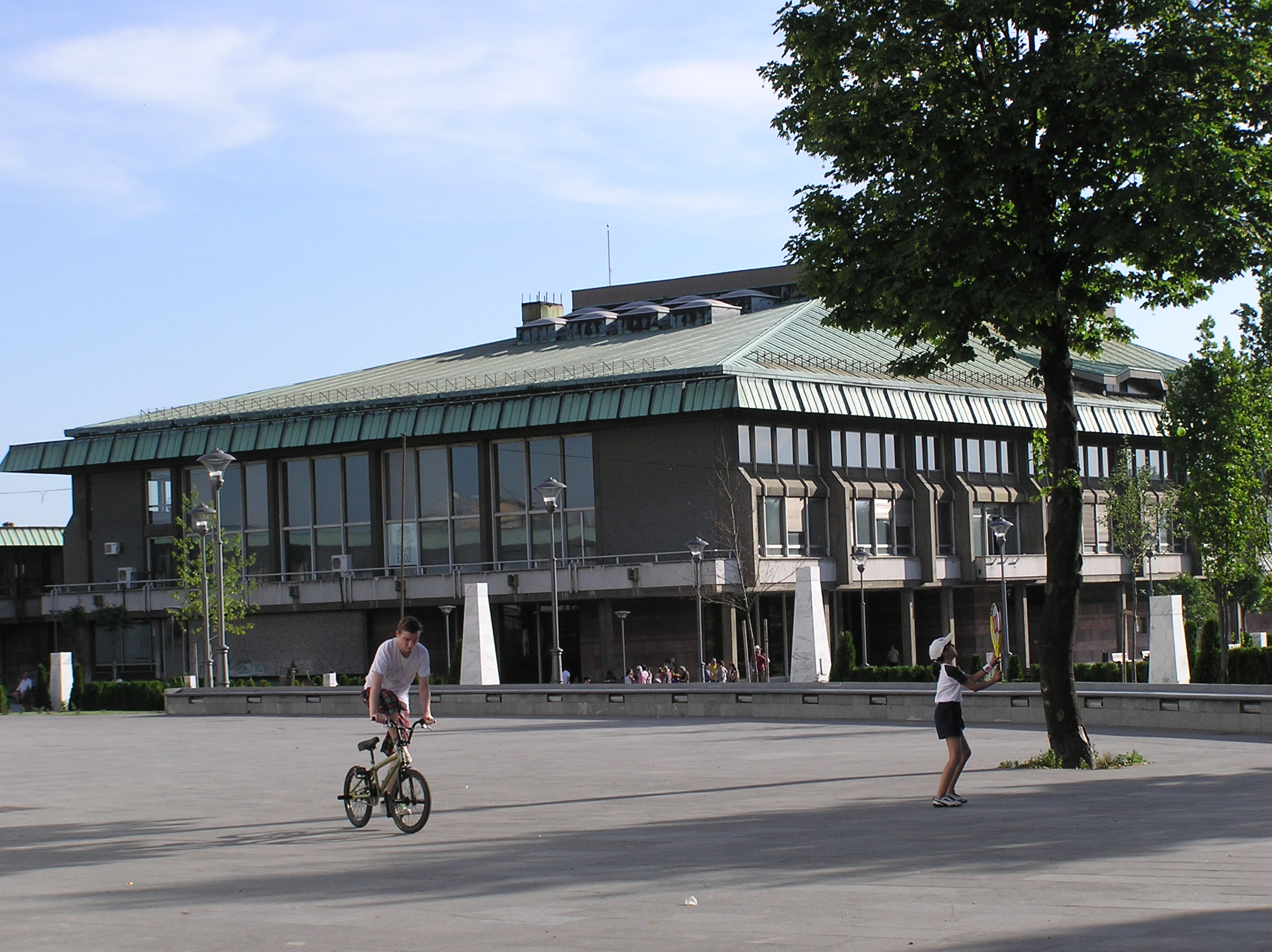
La Bibliothèque nationale de Serbie.

Bien nationaux
- le bâtiment du 3e lycée de Belgrade (15, rue Njegoševa et 33, rue Svetozara Markovića), 1906[248],[249]
- l'observatoire météorologique de Belgrade (8, Bulevar oslobođenja), 1890-1891[250]
- le Karađorđev park, 1806-1848[251]
- les vestiges de Singidunum (Kalemegdan), Ier-VIIe siècles[59],[60]

Biens culturels de la ville de Belgrade
- l'archevêché de Belgrade (20, rue Svetozara Markovića), 1884[252]
- la maison de Milan Zloković (76, rue Internacionalnih brigada), 1927[253]
- la maison de Momir Korunović (10, rue Lamartinova), 1924[254]
- la maison de Bogdan Gavrilović (11 rue Mišarska), 1898-1899[255]
- la maison du colonel Elezović (20, rue Njegoševa), 1927[256]
- la maison Flašar (16, rue Kornelija Stankovića), 1932[257]
- la maison de Đorđe Genčić (51, rue Krunska), 1927-1929[258]
- la maison des frères Krstić (5, rue Kralja Milutina), fin du XIXe siècle[259]
- la maison de Mihailo Popović (35, rue Kursulina), 1905[260]
- le monument et cimetière des libérateurs de Belgrade en 1806 (Karađorđev park), 1848[261]
- la Bibliothèque nationale de Serbie (1, rue Skerlićeva), 1966-1972[262]
- la maison des frères Nikolić (11, rue Njegoševa), 1912-1914[263]
- la maison de la famille Popović (5, rue Radivoja Koraća), 1928[264]
- la maison de Đorđe Jovanović (6, rue Skerlićeva), 1926[265]
- le bâtiment de l'association des journalistes serbes (28 rue Resavska), 1934[266]
- la maison socialiste du peuple (3, rue Makenzijeva), 1888[267]
- la maison de la Société pour l'embellissement de Vračar (1 rue Njegoševa), 1902[268]
- l'école de musique Stanković (1, rue Kneza Miloša), années 1890[269]
- le laboratoire national de chimie (25 rue Kralja Milutina et 12 rue Njegoševa), 1882[270]
- la kafana Tri lista duvana (18, Bulevar kralja Aleksandra), 1882[271]
- la maison du voïvode Petar Bojović (25, rue Trnska), 1928[272]
- la croix Vozarev[273]

## Municipalité de Čukarica
- la maison de Radomir Ćirković (1 rue Turgenjevljeva), 1935[274]
- l'église de la Nativité-de-la-Mère-de-Dieu (Velika Moštanica), 1858[275]
- l'l'église Saint-Nicolas (Ostružnica), 1831-1833[276]
- les magasins Janić (4 Trg Karađorđevih ustanika), première moitié du XIXe siècle[277]
- la kafana Janić à Ostružnica (19 rue Karađorđeva, Ostružnica), début du XIXe siècle[278]
- le site de Ledine à Žarkovo ( Žarkovo)[279]
- l'école élémentaire Ljuba Nenadović à Žarkovo (25 rue Ace Joksimovića, Žarkovo), 1912-1914[280]
- le bâtiment de la Monnaie nationale (2 rue Pionirska), 1927-1929[281]
- la vieille école de Žarkovo (2 rue Ace Joksimovića à Žarkovo), milieu du XIXe siècle[282]
- la sucrerie de Čukarica (3a rue Radnička), 1899-1901[283]
- le quartier de Topčider[284]

## Municipalité de Novi Beograd

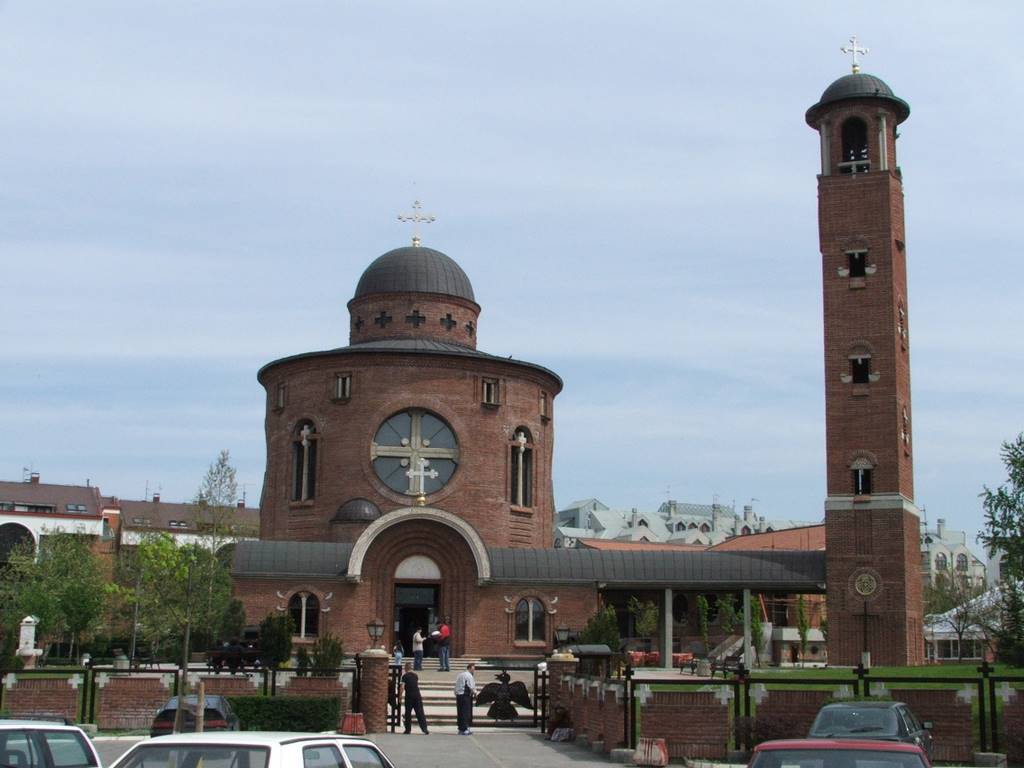
L'L'église Saint-Basile d'Ostrog, 1996-2001

L'église Saint-Georges de Bežanija, située 70 rue Vojvođanska, dans le quartier de Bežanija, a été construite en 1878 ; l'architecture de l'édifice est composite : elle mêle des éléments néoclasiques, baroques et néoromantiques, dans la lignée de l'éclectisme dominant en Europe à cette époque ; cette église, qui constitue l'un des bâtiments les plus anciens de Novi Beograd, est inscrite sur la liste des biens culturels protégés de la ville de Belgrade. L'église Saint-Basile d'Ostrog de Belgrade, située rue Partizanskih avijacija, est la seule église de Novi Beograd édifiée après la Seconde Guerre mondiale ; elle a été construite entre 1996 et 2001, d'après des plans de l'architecte Mihajlo Mitrović ; pour cette église, Mitrović a adopté le modèle de la rotonde paléochrétienne combinée avec des galeries latérales et un grand clocher situé à l'ouest de l'ensemble ; elle est caractéristique d'une architecture à la fois contemporaine et vernaculaire. Trois autres églises sont situées dans la municipalité : l'église Saint-Dimitri-Martyr (3 rue Omladinskih brigada), l'église Saint-Thomas (Novo Bežanijsko groblje) et l'église Saint-Siméon (2a rue Antifašističke borbe).

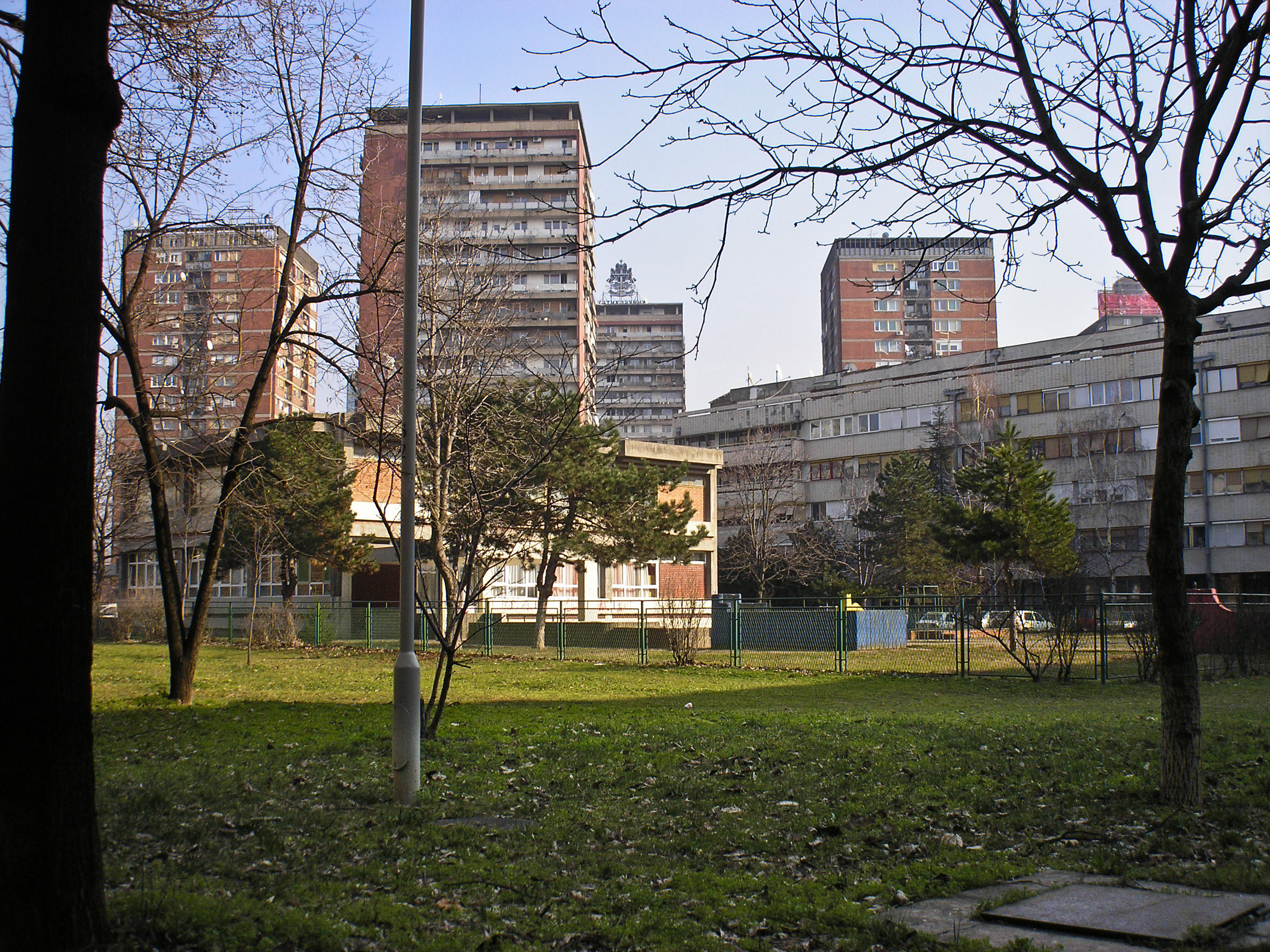
Les Six caporaux, dans le Blok 21

Créée en 1948, Novi Beograd est une municipalité à l'allure et à l'architecture essentiellement modernes. Beaucoup de Bloks résidentiels relèvent de l'architecture brutaliste. Dans cette tendance, on peut citer le quartier des Blokovi ou l'ensemble des Six caporaux, dans le Blok 21.
En revanche, la municipalité, par certaines réalisations contemporaines, peut intéresser les amateurs d'architecture.

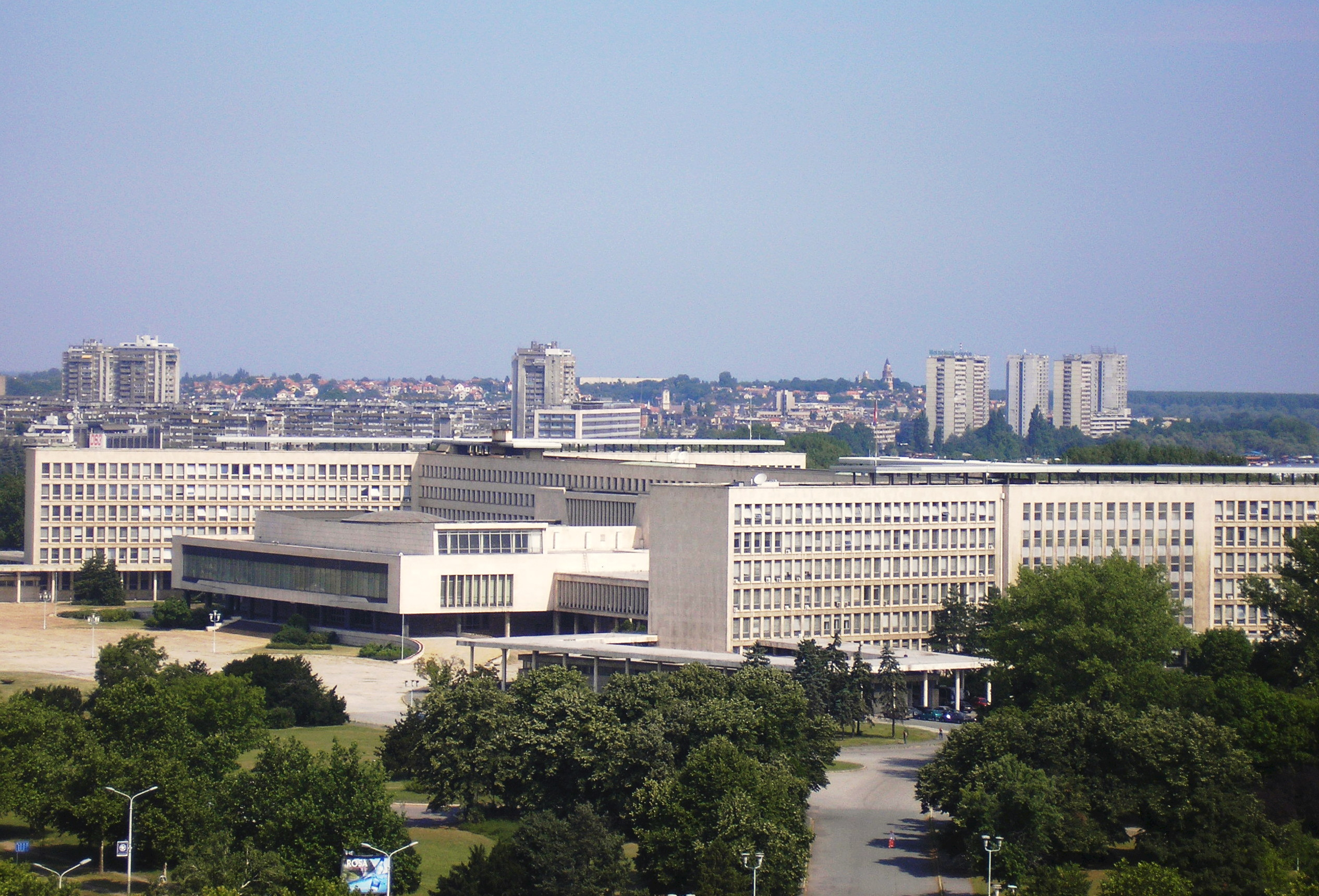
La Palata Srbije

La Palata Srbije, ou « Palais de Serbie », est situé Bulevar Mihaila Pupina ; la construction de l'édifice a commencé en 1947, selon les plans originaux d'une équipe de quatre architectes, Vladimir Potočnjak, Anton Urlih, Zlatko Nojman et Dragica Perak, dans le but d'y installer le Conseil exécutif fédéral (gouvernement) de la république fédérative socialiste de Yougoslavie. En 1956, l'architecte Mihailo Janković se chargea du projet original tout en lui apportant de nombreuses modifications. La Palata Srbije présente un mélange de classicisme au niveau de la structure principale et de modernisme, par exemple dans le grand hall d'entrée surmonté d'un dôme de verre. L'édifice est, à tort, parfois considéré comme appartenant au réalisme socialiste stalinien ; en fait, ce style n'est pas représenté dans la capitale serbe, à l'exception du Dom sindikata, la « Maison des syndicats ». La structure de base du bâtiment, en forme de H, couvre une surface d'environ 65 000 m2. Le Palais abrite aujourd'hui six ministères du gouvernement de la Serbie.

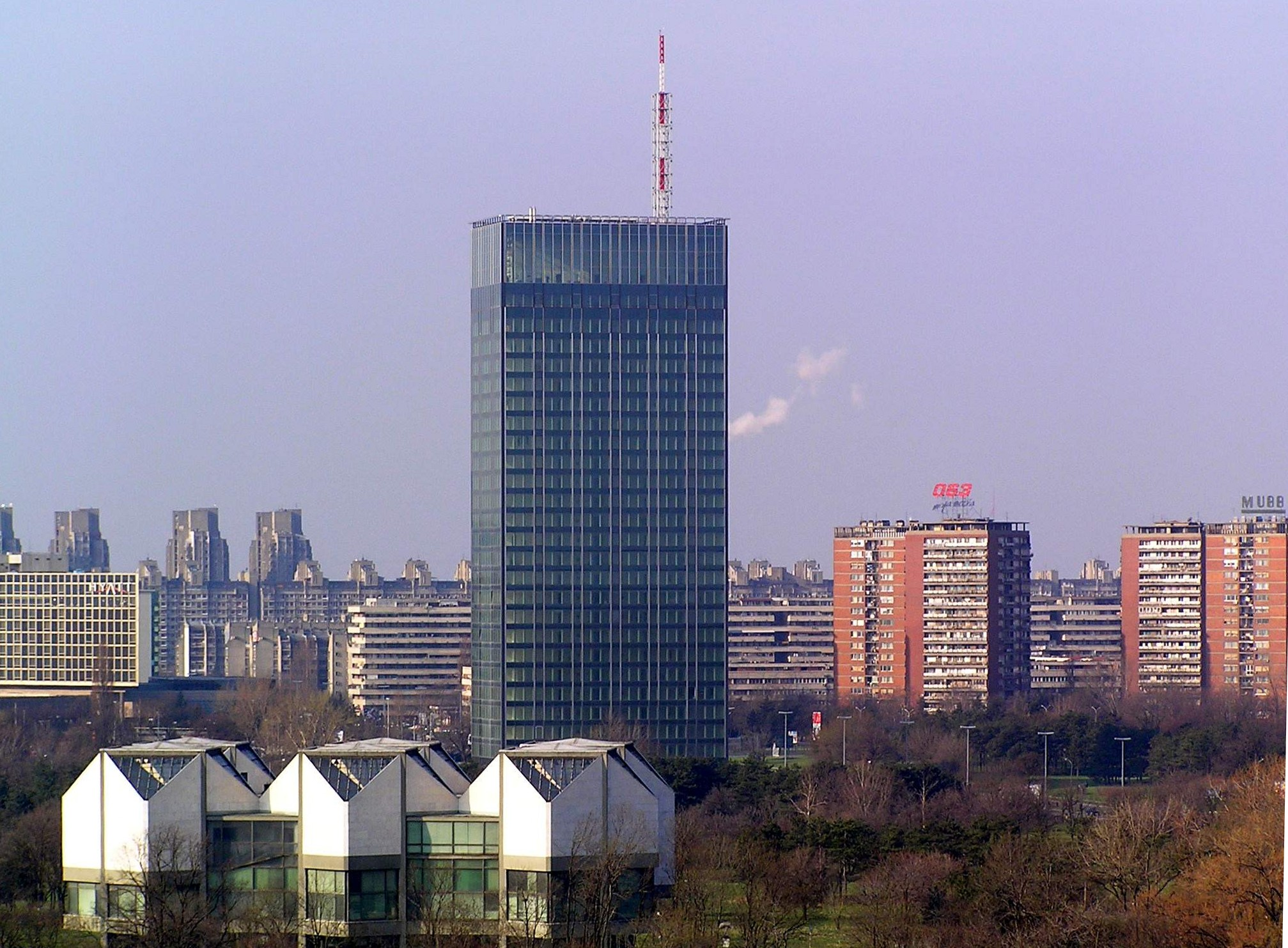
Le musée d'Art contemporain (premier plan) et la tour Ušće (second plan

Le bâtiment du musée d'Art contemporain, situé rue Ušće, a été construit entre 1962 et 1965 d'après des plans réalisés par les architectes Ivan Antić et Ivanka Raspopović. Situé à proximité de la Save, il est visible, notamment, depuis la forteresse de Belgrade ; les architectes ont partiellement effacé la limite entre l'extérieur et l'intérieur du bâtiment. En 1965, les architectes ont été récompensés pour leur création.
La tour Ušće, dans le Blok 16, est un des bâtiments emblématiques de la ville de Belgrade ; construite en 1964, la tour domine le confluent de la Save et du Danube ; elle a été réalisée d'après les plans de l'architecte Mihailo Janković. Elle a servi de quartier général pour le Comité central du Parti communiste de Yougoslavie et elle était considérée comme le symbole de la période titiste et était familièrement surnommée « la tour CK » (à prononcer : Tsé-Ka), « Comité Central ». Endommagée par les frappes aériennes de l'OTAN en 1999, elle a été restaurée avec une généralisation du verre sur les façades, ce qui lui confère un aspect plus contemporain.

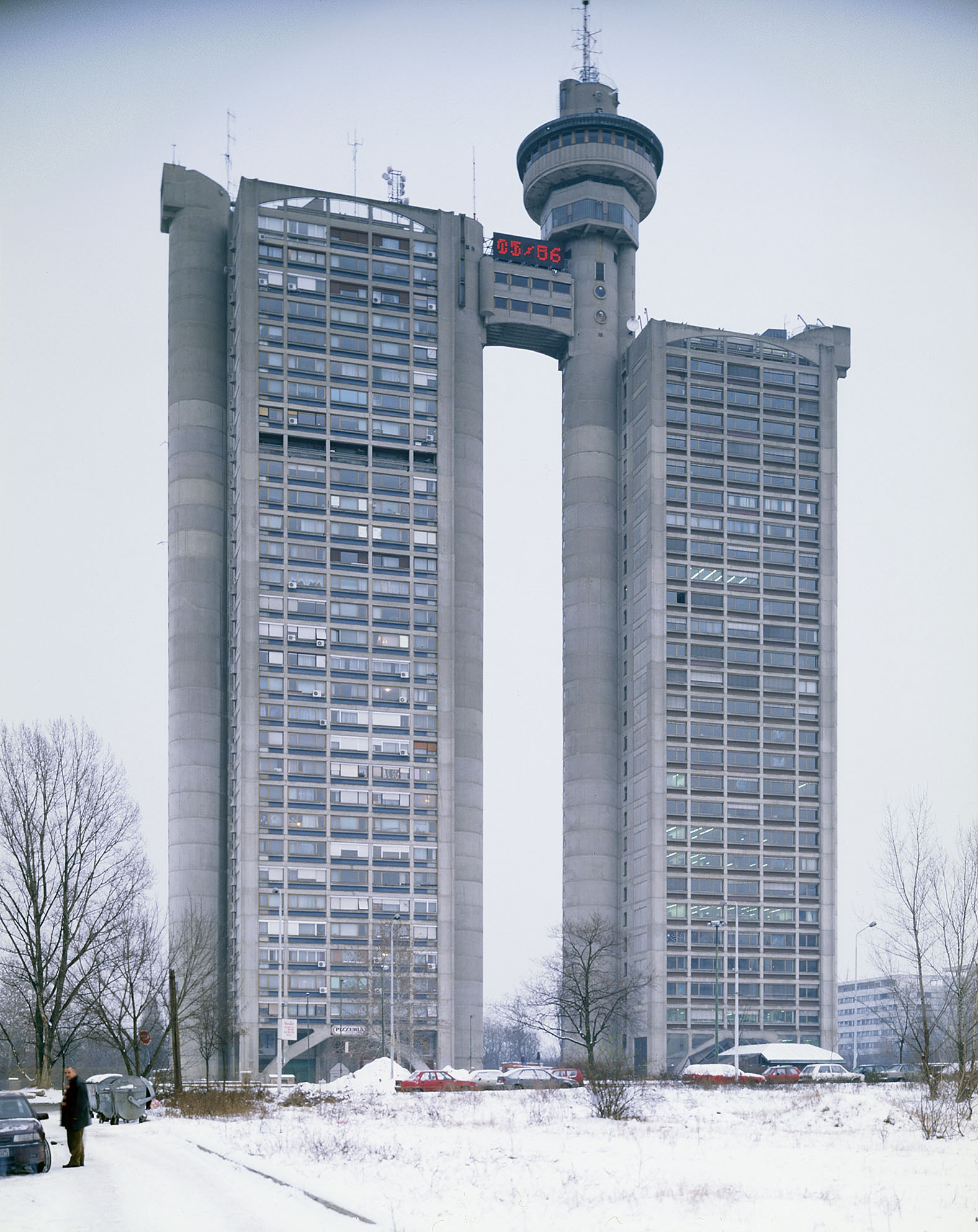
La tour Genex

Parmi les autres créations contemporaines de la municipalité figure le Sava centar, un centre de congrès construit entre 1976 et 1979, d'après des plans de l'architecte Stojan Maksimović.
La tour Genex constitue aussi un des emblèmes de la ville de Belgrade. Officiellement appelée la Porte occidentale de Belgrade (en serbe cyrillique : Западна Капија Београда ; en serbe latin : Zapadna Kapija Beograda), elle est un gratte-ciel situé dans le Blok 33. Elle a été dessinée en 1977 par l'architecte Mihajlo Mitrović et est caractéristique du style brutaliste ; elle est constituée d'un ensemble de deux tours reliées entre elles par un restaurant tournant. Par sa hauteur (115 m), elle arrive en seconde position à Belgrade, après la tour Ušće.
L'architecture contemporaine de Novi Beograd est marquée par le fonctionnalisme. Elle s'intéresse à la construction des hôtels, comme l'Hôtel Continental Belgrade, situé 10 rue Vladimira Popovića dans le Blok 19 ou l'hôtel Hyatt Regency Belgrade, situé 5 rue Milentija Popovića dans le Blok 20. Elle s'intéresse aussi aux constructions collectives, comme celle de la Belgrade Arena, construite entre 1992 et 2004 selon des plans de l'architecte Vlada Slavica.

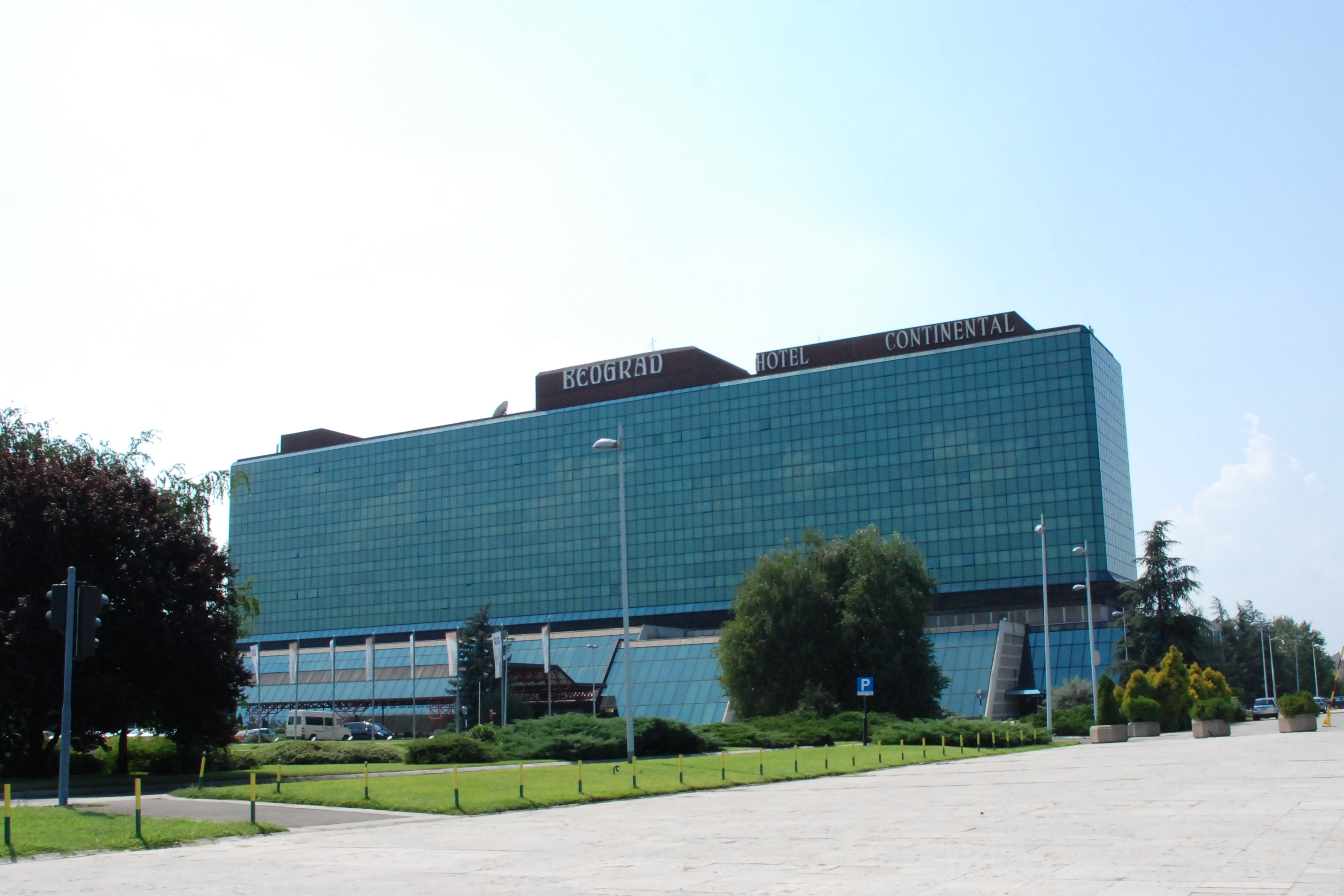
L'Hôtel Continental Belgrade
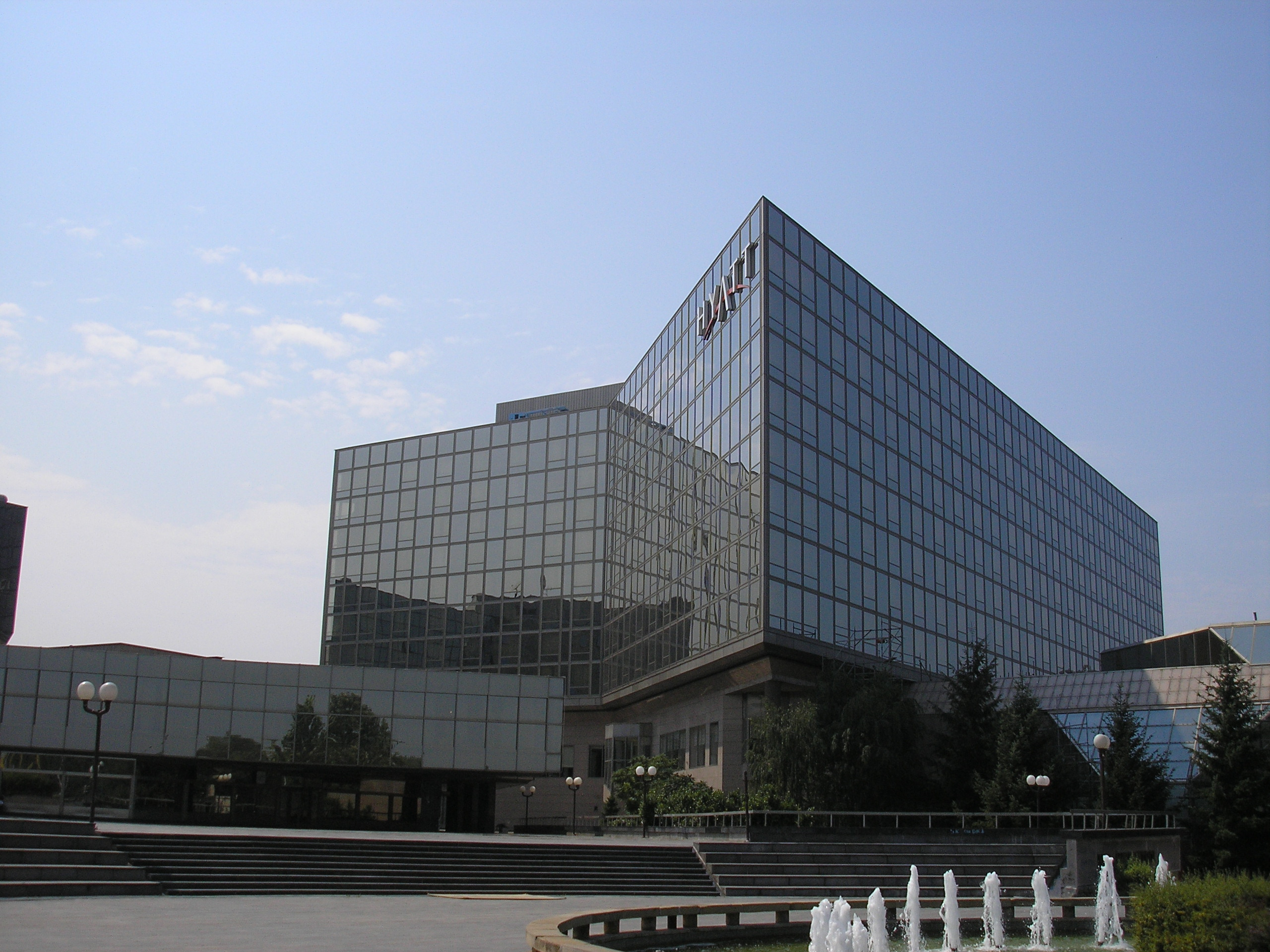
Le Hyatt Regency Belgrade

## Municipalité de Rakovica

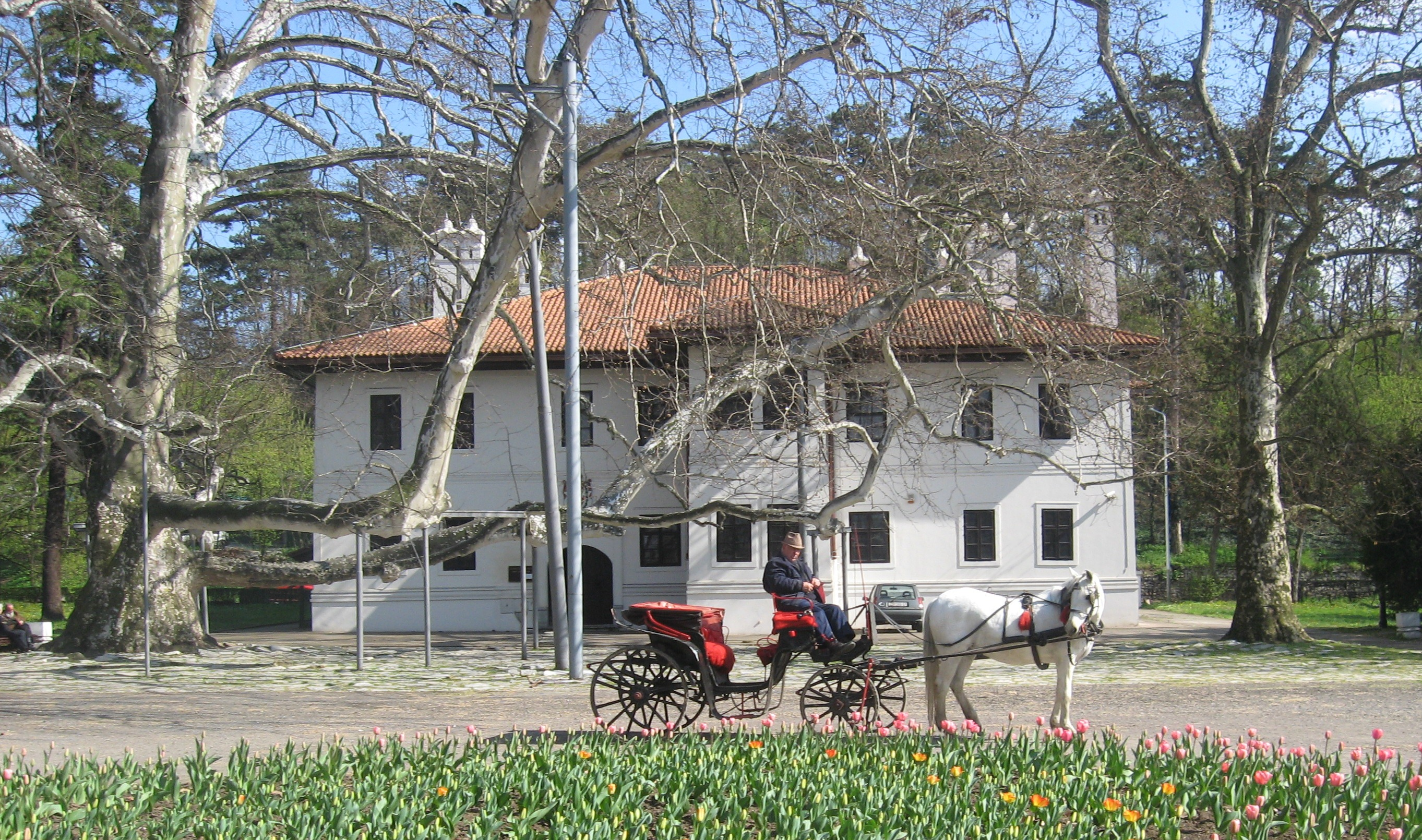
Le Konak du prince Miloš

La municipalité de Rakovica possède deux monuments classés sur le plan national : le konak du prince Miloš, situé dans le parc de Topčider, qui figure sur la liste des monuments culturels d'importance exceptionnelle de la république de Serbie et le monastère de Rakovica, qui est inscrit sur la liste des monuments culturels de grande importance ; le site du monastère est classé parmi les propriétés culturelles de la ville de Belgrade.
L'église de la Transfiguration, située 23a Vidikovački venac, a été construite dans les années 1920.

## Municipalité de Voždovac
Plusieurs églises sont situées dans la municipalité de Voždovac : l'église Sainte-Marie-Madeleine de Beli Potok, construite en 1883 ou l'église Saint-Constantin et Sainte-Hélène en 1911. L'église de la Sainte-Trinité, à Ripanj, construite entre 1892 et 1894, a été conçue comme un édifice à nef unique avec une voûte en berceau, doté d'une petite abside demi-circulaire ; le narthex est surmonté d'un clocher octogonal ; les façades sont réalisées dans l'esprit de l'architecture médiévale serbe, avec un mélange des écoles de la Raška et de la Morava, mais aussi avec une influence de l'architecture néoromantique. L'église de la Sainte-Trinité a été construite en 1924, sur la colline de Torlak dans le quartier de Kumodraž, à l'initiative de Persida Milenković (1857-1943) et selon un projet des architectes Pero Popović et Ž. Tatić, dans l'esprit de l'architecture serbe médiévale ; les façades et les éléments décoratifs se réfèrent à l'école moravienne, tandis que la structure d'ensemble rappelle l'école rascienne.
La municipalité abrite la maison natale de Stepa Stepanović, située dans le quartier de Kumodraž ; le voïvode Stepa Stepanović y a vu le jour en 1856 ; la maison constitue l'un des rares exemples d'architecture traditionnelle serbe sur le territoire de la ville de Belgrade ; en raison de son intérêt historique et architectural, elle est inscrite sur la liste des monuments culturels de grande importance de la république de Serbie et sur celle des biens culturels protégés de la ville de Belgrade. Le quartier de Kumodraž conserve une ancienne mehana (taverne), construite dans la première moitié du XIXe siècle et qui, après restauration, doit être transformée en école maternelle.

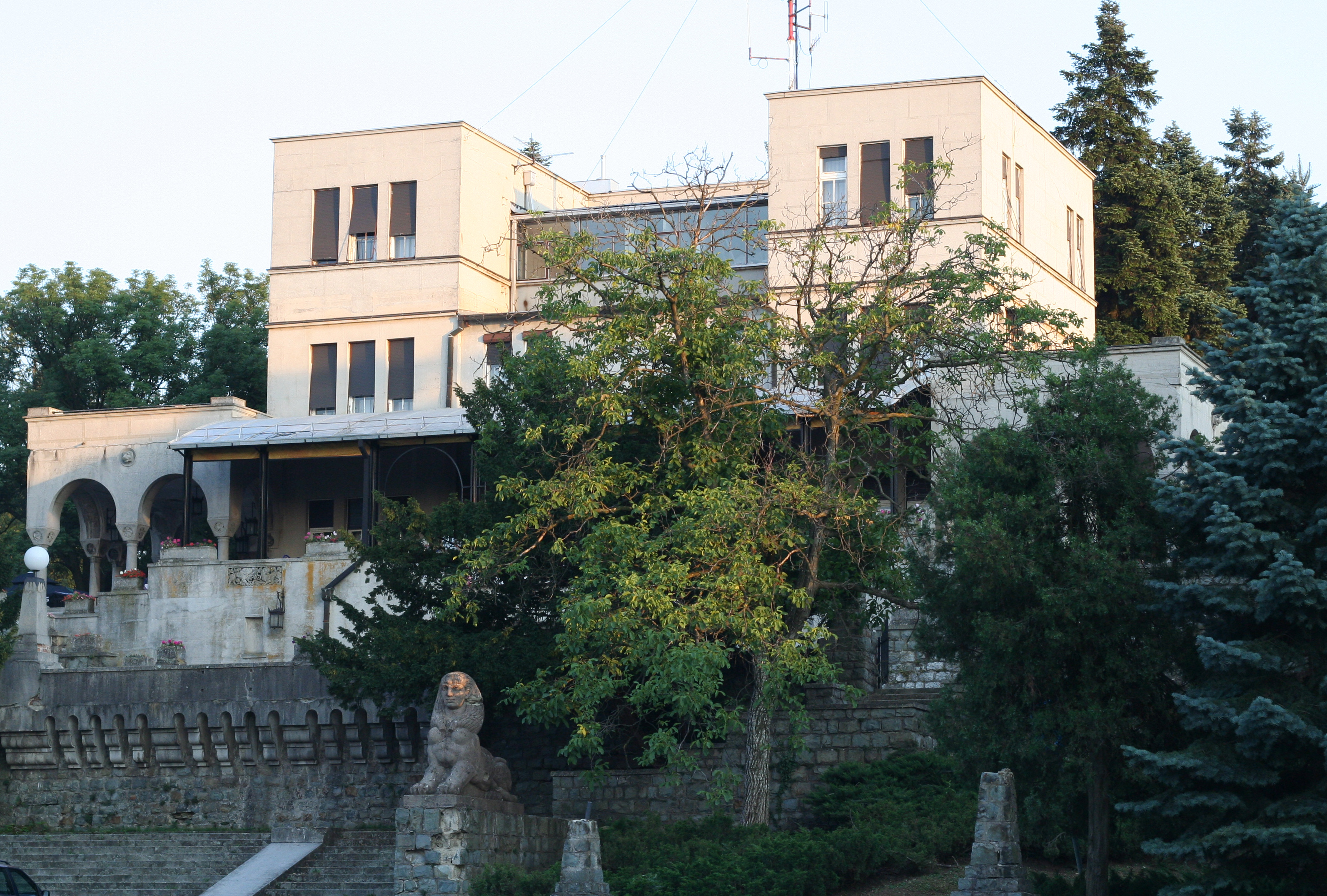
L'hôtel Avala

Deux monuments classés sont situés sur le mont Avala, au sud de la municipalité. La maison Mitrović est liée au développement de l'alpinisme et de l'escalade en Serbie ; elle a été construite en 1926 pour servir de refuge de montagne et, sur le plan architectural, mêle l'académisme et le style néoromantique à des influences de l'architecture traditionnelle serbe. L'hôtel Avala a été bâti en 1931 sur des plans de l'architecte russe Viktor Lukomski ; il est situé sur un plateau auquel on accède par des allées et des escaliers qui conduisent ensuite au sommet du mont et au monument du Héros inconnu. L'ensemble est traité dans un style néorenaissance avec de nombreux éléments décoratifs rappelant l'architecture serbo-byzantine (corniches, colonnes, chapiteaux, archivoltes, etc.). Des éléments empruntés à l'architecture traditionnelle serbe se retrouvent aussi dans les porches en arcades. En revanche, le toit plat et les ouvertures rectangulaires sans ornement donnent au bâtiment une allure moderne. Ce mélange entre modernisme et traditionalisme confère à l'hôtel une importante valeur architecturale.

## Municipalité de Zemun

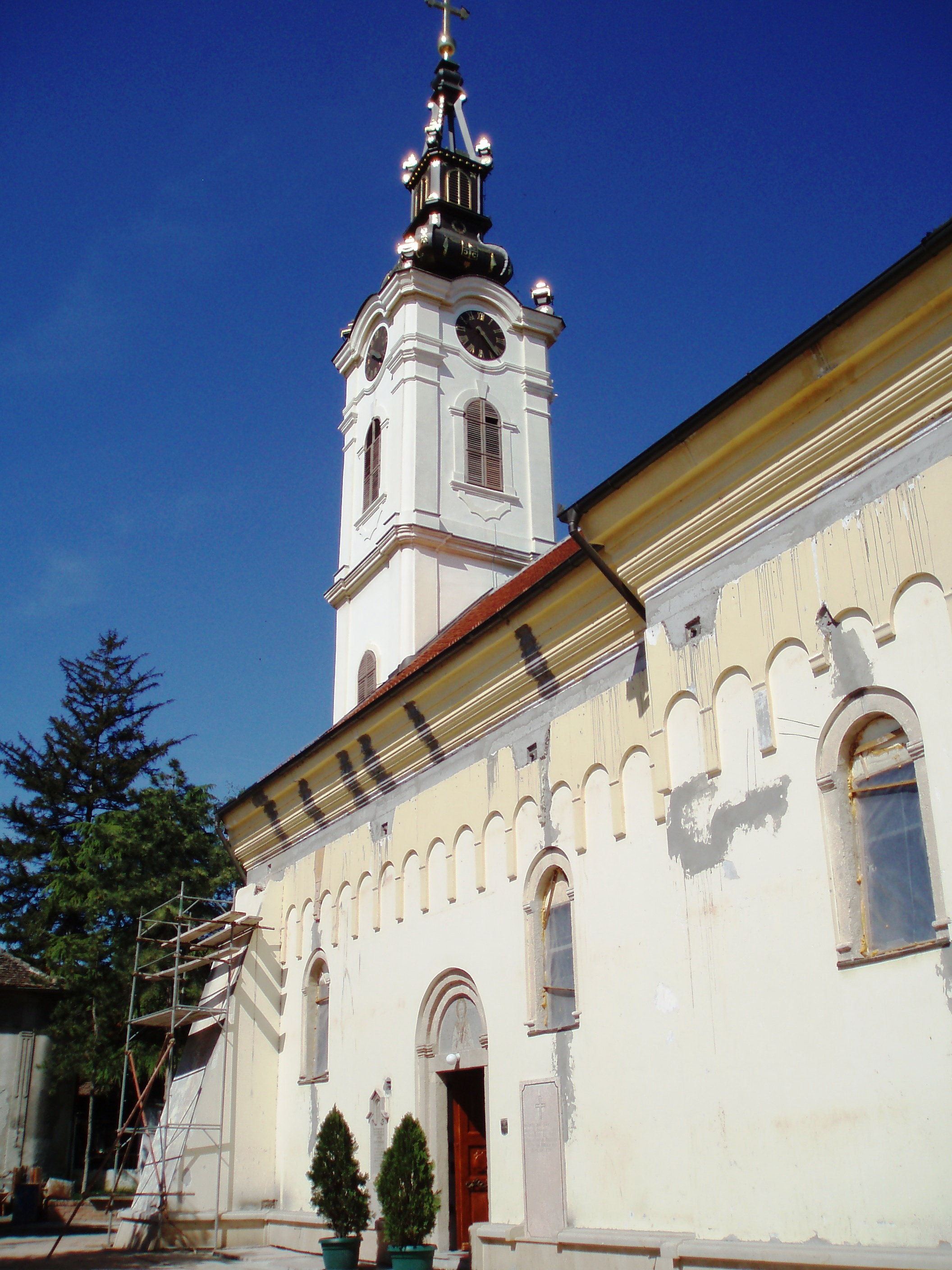
L'église Saint-Nicolas de Zemun

De l'ancienne forteresse médiévale de Zemun, construite au IXe siècle, subsistent les tours d'angle et une partie du mur de défense ; le site est aujourd'hui classé,. C'est là que les Serbes se battirent contre l'armée de Soliman le Magnifique en 1521. À cet emplacement a été bâtie la tour Kula Sibinjanin Janka, la « tour de Jean Hunyadi », encore appelée Tour du Millenium ; elle a été inaugurée le 20 août 1896 pour célébrer le millénaire de l'installation des Hongrois dans la Plaine pannonienne. Cette tour, située sur la colline de Gardoš est aujourd'hui un des symboles de Zemun. Le quartier qui l'entoure a conservé ses rues étroites et pavées.
Le centre ancien de Zemun, qui remonte pour l'essentiel aux XVIIIe et XIXe siècles, possède une valeur architecturale qui lui vaut d'être classé dans son ensemble sur la liste des entités spatiales historico-culturelles de grande importance de la république de Serbie et sur la liste des biens culturels protégés de la ville de Belgrade.

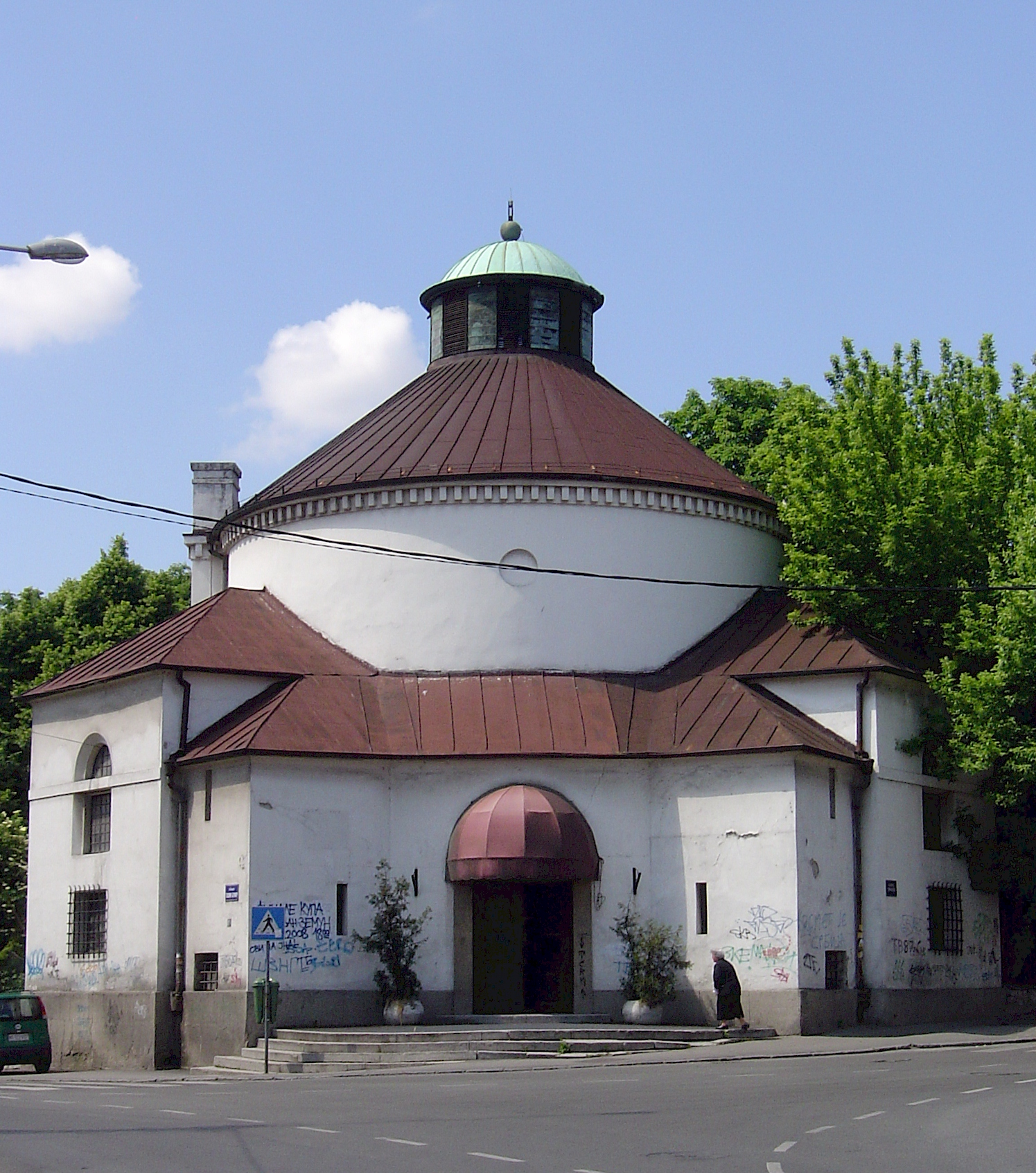
L'église évangélique de Zemun

La municipalité possède plusieurs édifices religieux classés, souvent caractéristiques de l'architecture baroque, comme l'*église Saint-Nicolas (43 rue Njegoševa), construite en 1745 et qui abrite une iconostase peinte à partir de 1762 par Dimitrije Bačević,, ou encore l'église de la Mère-de-Dieu (4 rue Rajačićeva), édifiée entre 1776 et 1780,. À ce mouvement baroque appartiennent aussi l'église Saint-Georges d'Ugrinovci, construite entre 1734 et 1779, l'église Saint-Michel-et-Saint-Gabriel de Batajnica (2 rue Pukovnika Milenka Pavlovića), construite entre 1780 et 1785 et dotée d'une iconostase peinte par Teodor Kračun, l'un des plus importants peintres baroques serbes du XVIIIe siècle, et la chapelle Saint-Michel et Saint-Gabriel, située dans le Gradski park, qui a été construite en 1786 dans le cadre de l'institution de la Quarantaine,. La chapelle Saint-Roch, une église catholique située dans le Gradski park et construite en 1836,, ainsi que l'église de la Sainte-Trinité, à l'angle des rues Dobanovačka et Svetotrojičina, bâtie entre 1839 et 1842,, relèvent encore de ce courant architectural. En revanche, l'église Saint-Dimitri (5 rue Grobljanska), également connue sous le nom de « chapelle Hariš », a été construite entre 1874 et 1878 et conçue par l'architecte Svetozar Ivačković dans un style néo-byzantin,. L'église évangélique (2 rue Tošin bunar), construite entre 1926 et 1930, relève quant à elle du mouvement moderne, dans l'esprit de l'école architecturale croate de Hugo Ehrlich et de Viktor Kovačić. La maison de l'Église orthodoxe serbe (22 rue Svetosavska) a été construite de 1907 à 1909 dans un style néoromantique,. Le cimetière de Zemun à Gardoš, qui remonte au milieu des années 1740, abrite quelques édifices remarquables ; outre la chapelle de la famille Hariš, on peut citer la chapelle de la famille Spirta et la chapelle du cimetière catholique ; sa valeur patrimoniale lui vaut d'être classé,

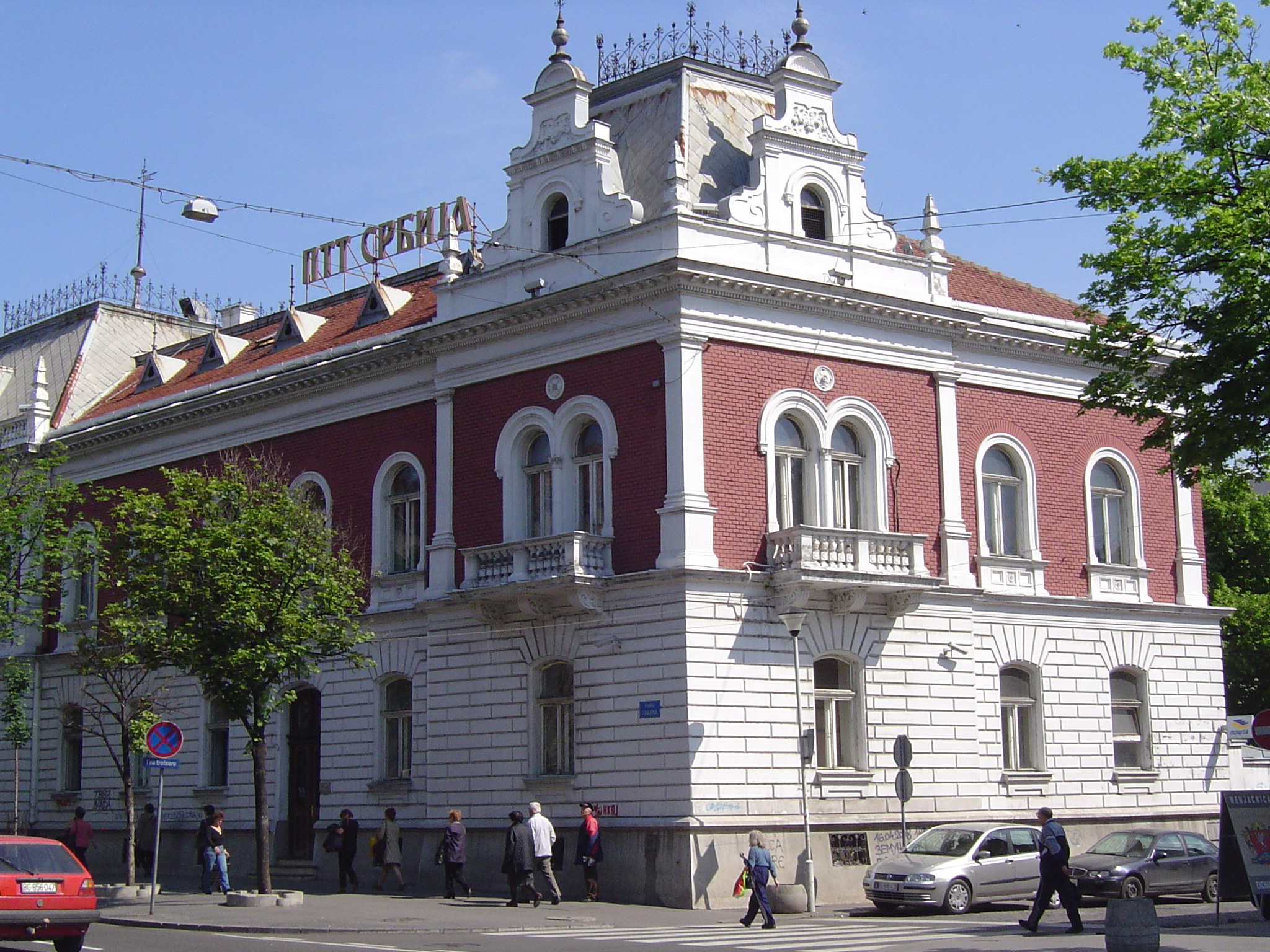
La poste de Zemun, 1896

L'architecture civile ou officielle est représentée par plusieurs édifices, comme le bâtiment des douanes (26 rue Zmaj Jovina), qui date de 1781 et mêle les architectures classique et baroque,. La maison de la magistrature (3 Magistratski trg), édifiée entre 1823 et 1832, relève elle aussi de cette double esthétique ; elle a abrité l'hôtel de ville de Zemun et accueille aujourd'hui le siège national du Parti radical serbe,. La poste de Zemun (8 rue Glavna) constitue l'un des édifices les plus caractéristiques du centre ancien de Zemun ; conçue par Dragutin Kapus, l'architecte de la ville, elle a été réalisée par Franjo Jenč en 1896 ; elle est construite dans un style néorenaissance, influencé par le baroque nordique,. Plusieurs institutions scolaires ou éducatives sont également classées, comme l'école serbe de Gornja varoš (4 rue Svetotrojičina), construite en 1872 et agrandie en 1912 et qui mêle le néoclassicisme et l'Art nouveau, l'école élémentaire Reine Marie (79 rue Prvomajska), bâtie en 1901 dans un style néorenaissance et l'orphelinat Reine Marie (57 rue Cara Dušana), qui a été construit en 1919. Le Lycée de Zemun, dans le Gradski park, a été construit en 1879 sur des plans de Nikola Kolar, un architecte originaire de Zagreb ; caractéristique du style néorenaissance, il a été agrandi en 1916,. Le bâtiment du Commandement des forces aériennes (12 Avijatičarski trg), a été construit en 1935 dans un style moderniste sur des plans de l'architecte Dragiša Brašovan,.

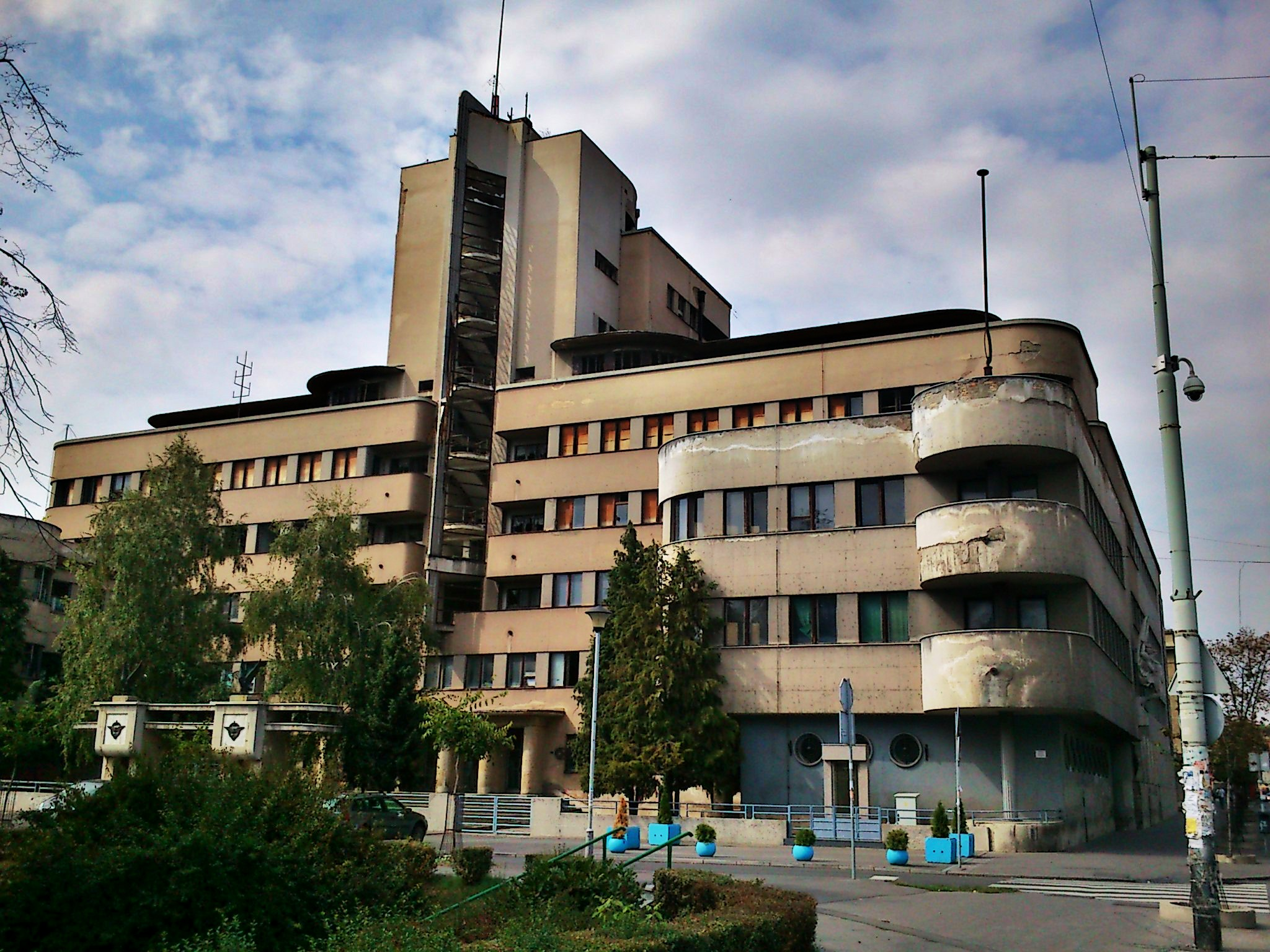
Le bâtiment du Commandement des forces aériennes

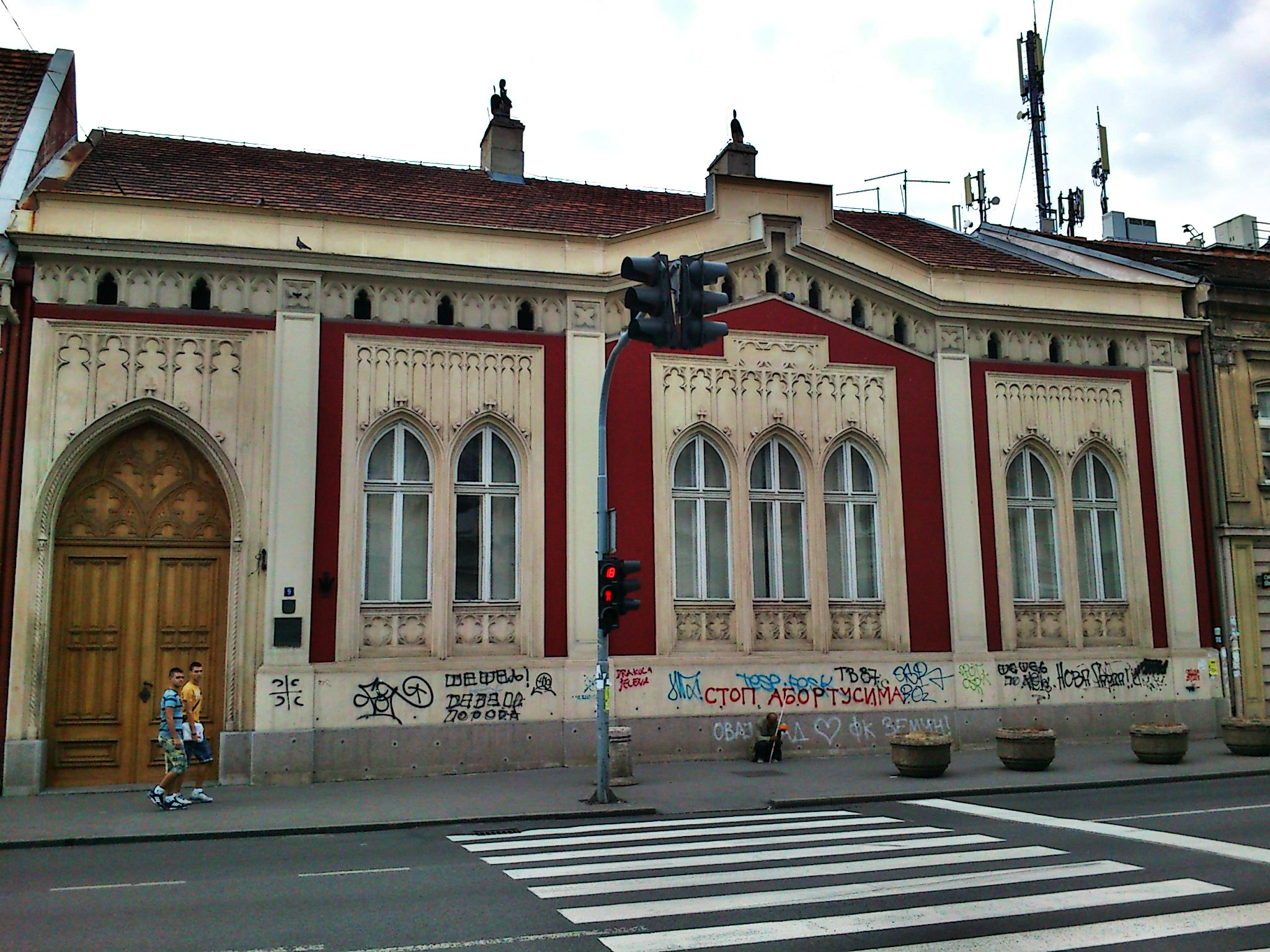
La maison Spirta

Parmi les résidences privées classées figure la maison de la famille Burovac (27 rue Visoka), qui remonte à la fin du XVIIIe siècle ; bâtie en paille mêlée de boue, avec un toit de chaume et des gables en bois, elle constituait un exemple des constructions anciennes de la Voïvodine ; en revanche, elle est aujourd'hui entièrement détruite, ; la maison de la famille Marković, située à l'angle de la rue Gospodska (no 14) et du Magistratski trg (no 11), remonte elle aussi au XVIIIe siècle ; conçue dans un style baroque, elle est caractéristique des maisons bourgeoises de la vieille ville de Zemun à la fin du XVIIIe siècle et au début du XIXe siècle,. La maison natale de Dimitrije Davidović (6 rue Glavna), a été construite elle aussi à la fin du XVIIIe siècle,. la maison de la famille Karamata (17 rue Karamatina), qui remonte à 1764, mêle les styles classique et baroque,. La maison d'Ičko (18 rue Bežanijska) a été construite en 1793 ; à l'origine le rez-de-chaussée abritait une taverne,. Le bâtiment de l'imprimerie Karamata (7 rue Glavna), construite au tournant des XVIIIe et XIXe siècles, mêle les architectures classiques et baroques,. Trois autres maisons de la rue Glavna remontent quant à elles au XIXe siècle. La maison d'Afrodita Bialo (no 45), a été bâtie vers 1800, et la maison au cadran solaire (au no 23), date de 1823,. La maison Spirta, située au no 9, a été construite dans les années 1840 dans un style néogothique pour les Spirta, une famille prospère et influente de Zemun ; elle accueille aujourd'hui la collection permanente du musée de Zemun,. Deux autres demeures sont caractéristiques de l'Art nouveau ; la maison de Sava Nedeljković (41 rue Cara Dušana) a été construite en 1905 et la maison de Pavle Horvat (4 rue Ivićeva), date de 1910.

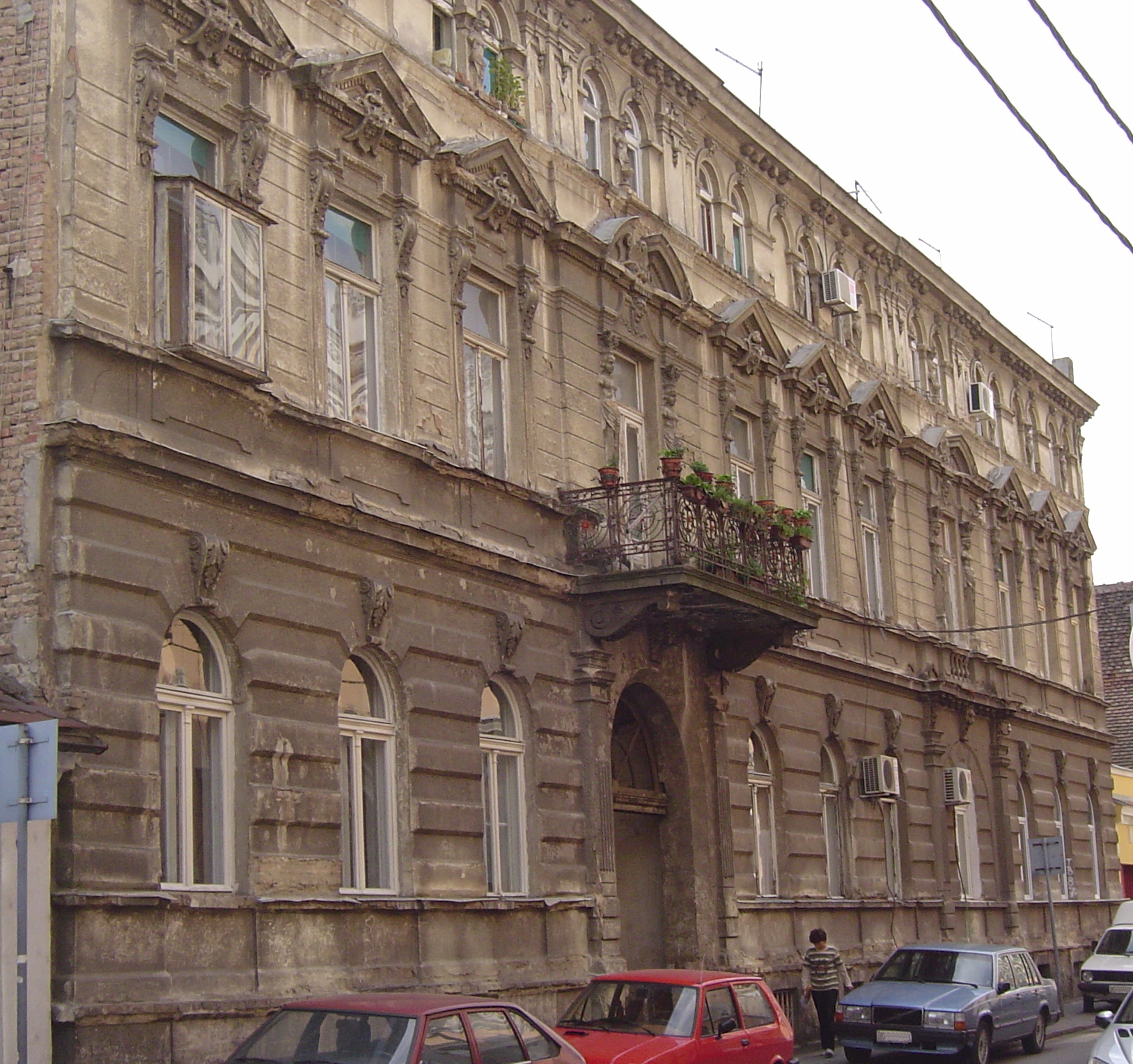
Maison familiale de Franja Jenč, 19 rue Svetosavska, Franjo Jenč, 1895

Zemun conserve également de nombreuses maisons dessinées et construites par l'architecte Franjo Jenč (1867-1967) ; ses créations ont en partie façonné l'image du centre ancien de Zemun, notamment celle de la rue Glavna.

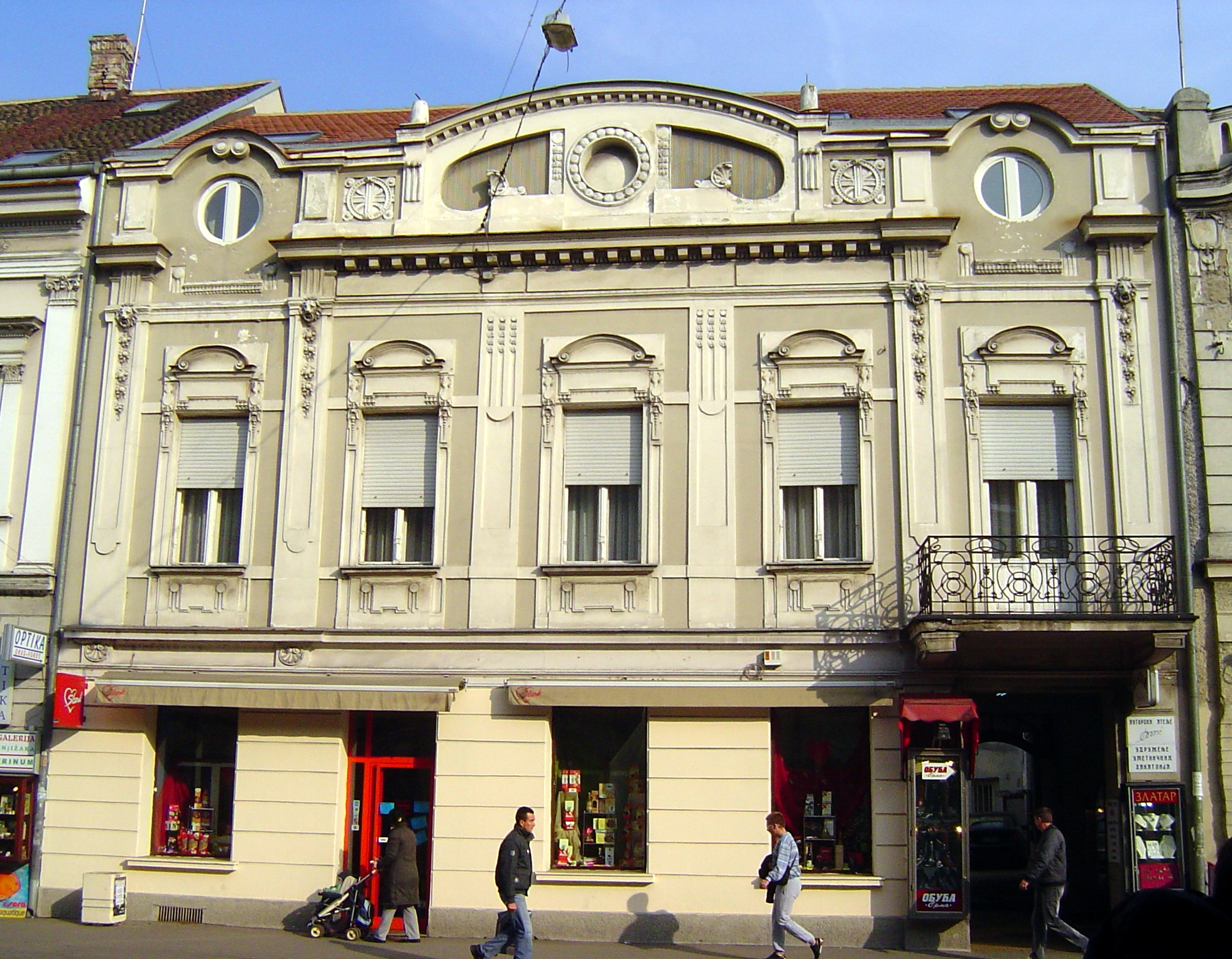
Franjo Jenč, maison du 14 rue Glavna, reconstruite en 1906
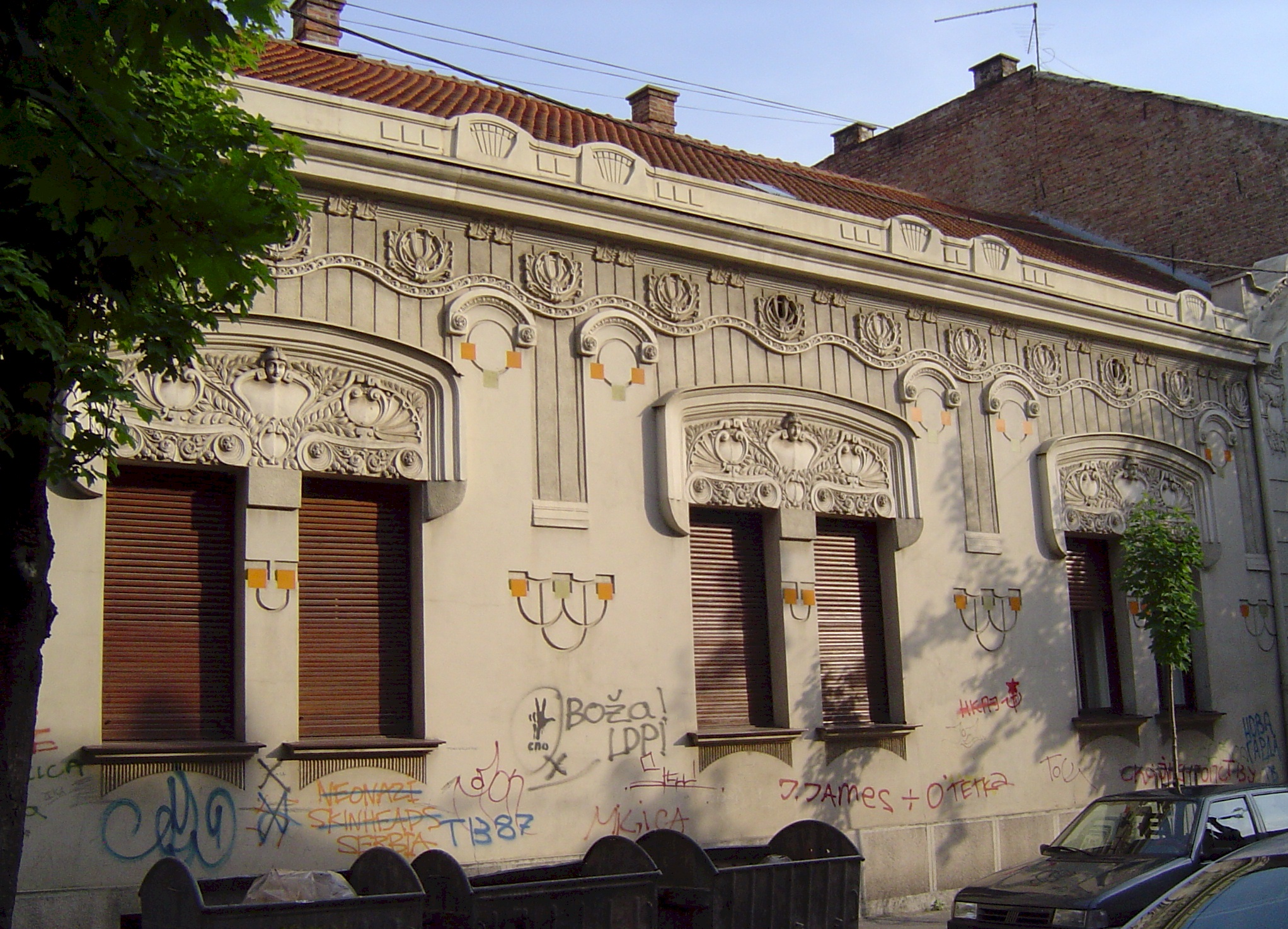
Franjo Jenč, maison de Kalmina Levi, 11 rue Dubrovačka, reconstruite en 1907
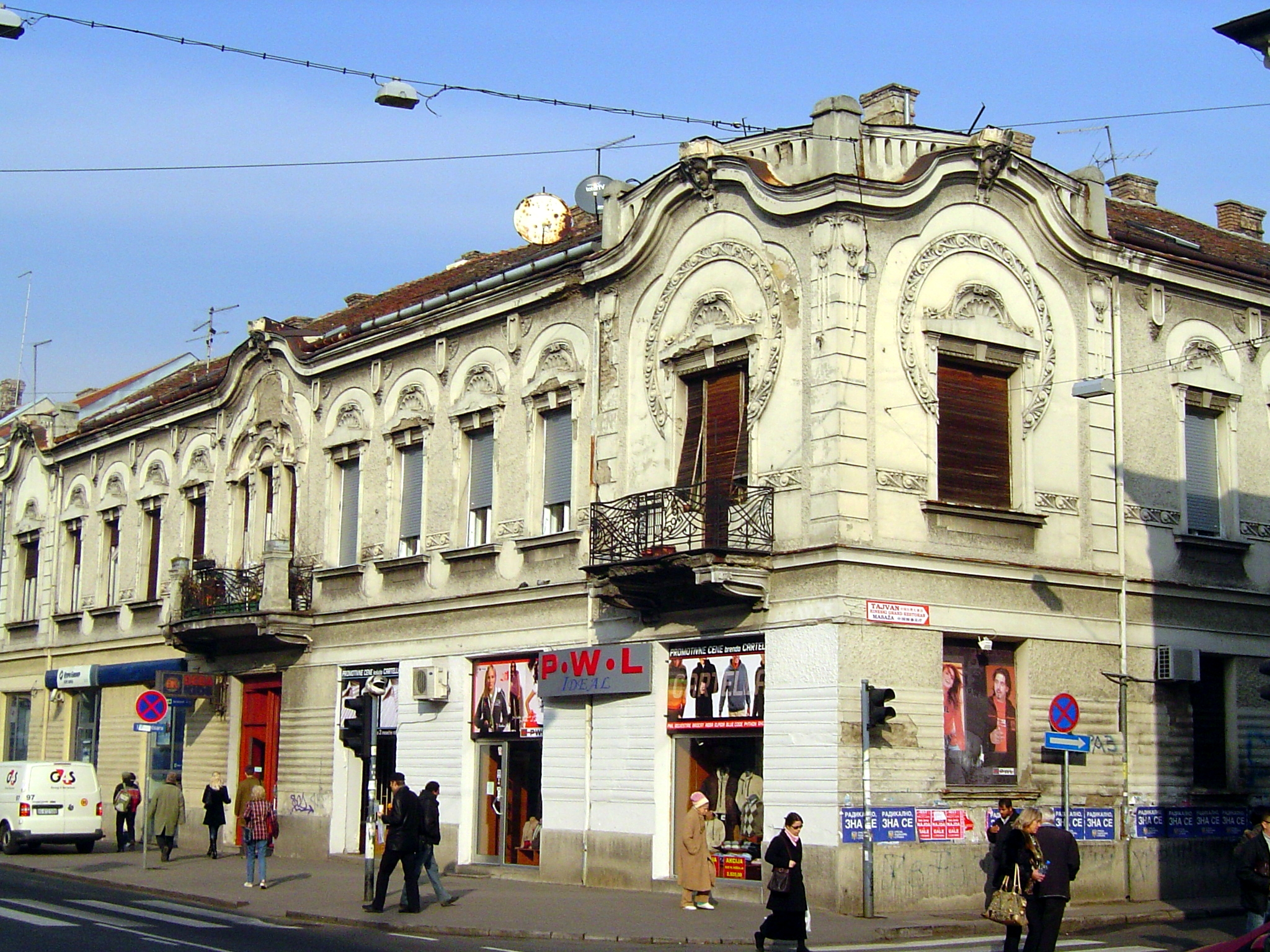
Franjo Jenč, maison de Katarina Marković, 12 rue Glavna, 1907
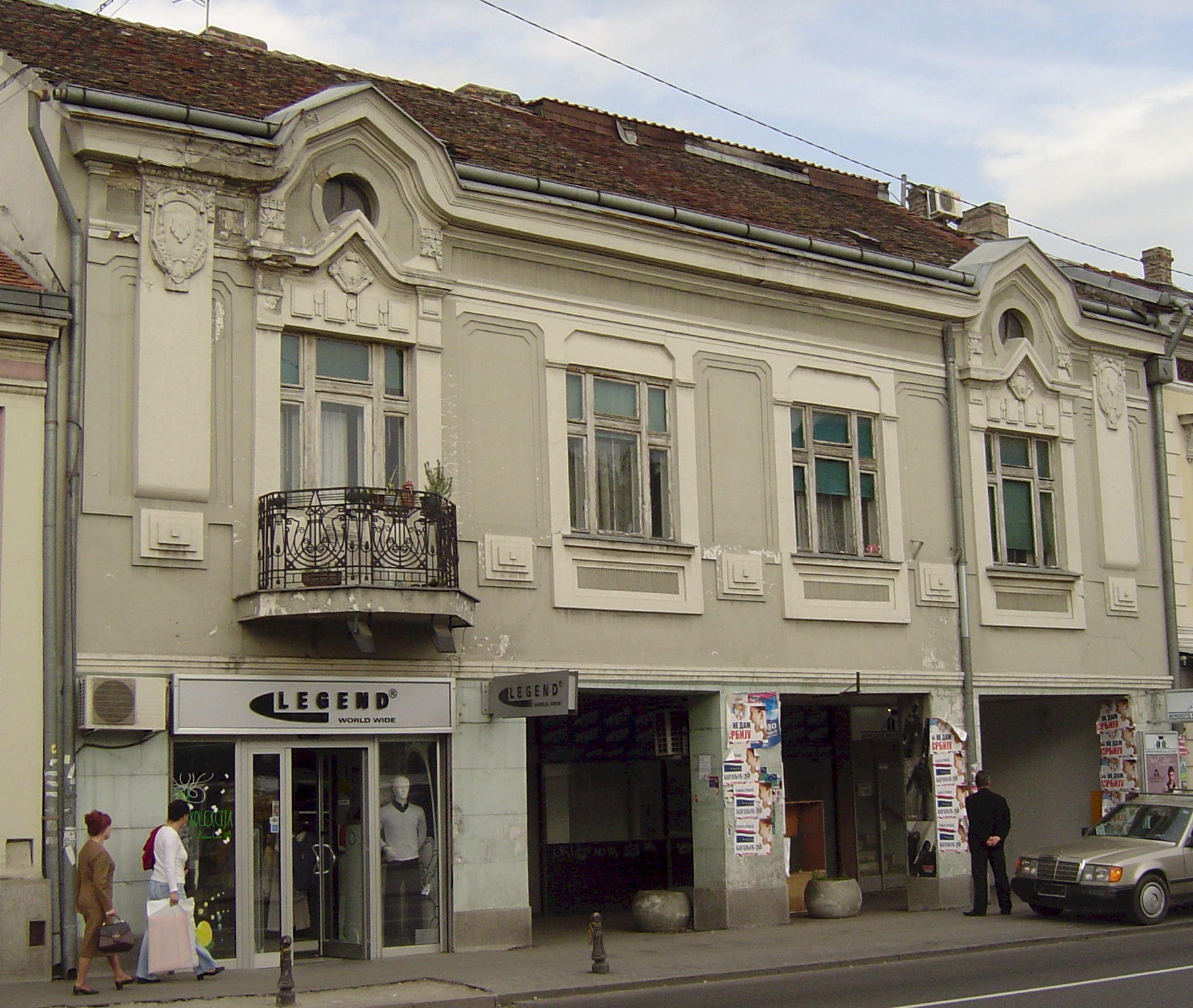
Franjo Jenč, maison du photographe Gater, 20 rue Glavna, reconstruite en 1908
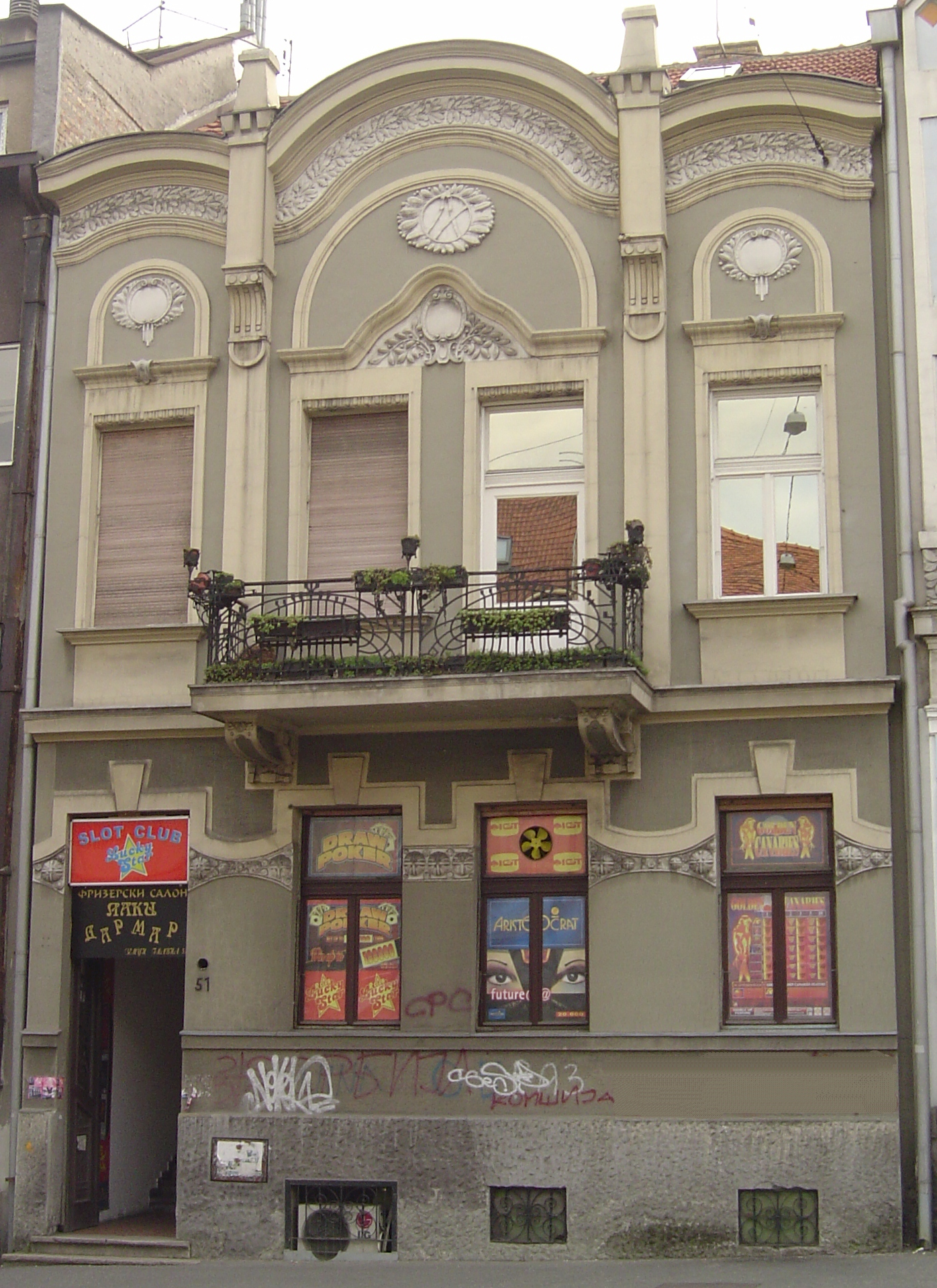
Franjo Jenč, maison située 51 rue Glavna, 1909

Sur le plan de l'architecture industrielle, la fonderie Pantelić, située au 15 rue Lagumska (ancienne rue Gajeva), construite en 1854, était au départ un atelier de serrurerie qui, avec le temps, est devenu une fonderie spécialisée dans la coulée de cloches et la fabrication d'horloges pour les tours-clochers,.

## Autres
- l'Église Ružica - construite au XIVe siècle, plusieurs fois reconstruite ; la restauration la plus récente date de 1925 ; elle est située dans le parc de Kalemegdan ;
- la Faculté de droit de l'université de Belgrade ;
- la Tour du despote Stefan - construite en 1402 ; elle est située dans le parc de Kalemegdan ;
- l'Hôtel Aleksandar Palas ;
- la Tour de télévision du mont Avala ;
- l'Hôtel Palace ;
- l'Église Saint-Marc - abrite le tombeau de l'empereur Dušan ;
- l'église Saint-Sava - la plus grande église orthodoxe du monde ;
- la bibliothèque Svetozar Marković - construite dans le style académique serbe, 1924 - Kralja Aleksandra I no 71 ;
- l'Ambassade de France à Belgrade, construite en 1932, sur des plans de l’architecte français Roger-Henri Expert ;
- l'Hôtel Admiral Club - style Art déco, 1935 - Venizelosova no 31
- l'Hôtel Metropol - milieu des années 1950 ;
- la Maison des syndicats - construite dans le style du réalisme socialiste soviétique en 1955 ;
- le Stade de l'Étoile rouge - construit entre 1960 et 1963 ;
- la tour Beograđanka - style moderniste, 1969-1971 - fut un temps la plus haute tour de bureaux des Balkans.